# ストライク・ザ・ブラッド
『ストライク・ザ・ブラッド』（STRIKE THE BLOOD）は、三雲岳斗による日本のライトノベル。イラストはマニャ子が担当している。電撃文庫（アスキー・メディアワークス→KADOKAWA）より2011年5月から2022年6月まで刊行された。略称は「ストブラ」。2020年8月時点でシリーズ累計発行部数は320万部を突破している。
メディアミックスとして、『月刊コミック電撃大王』2012年8月号から2017年2月号までTATEによるコミカライズ『ストライク・ザ・ブラッド』が連載された。また、『電撃文庫MAGAZINE』2016年11月号から2019年8月号まであかりりゅりゅ羽によるコミカライズ『ストライク・ザ・ブラッド こちら彩海学園中等部』が連載された。2013年3月にはテレビアニメ化が発表され、同年10月から翌年3月まで放送された。その後も原作最終巻までがOVA化された（別記事参照）。

## あらすじ

### 第一部 “聖殲篇”
第1巻 聖者の右腕
伝説の中にしか存在しないとされた、世界最強の吸血鬼・「第四真祖」が日本に出現する。政府の獅子王機関は、第四真祖を監視・抹殺するため、「剣巫」見習いである姫柊雪菜を派遣する。分不相応な任務とその具体的な内容に戸惑いつつも、雪菜は魔族特区「絃神島（いとがみじま）」を訪れ、島内にある私立彩海学園の中等部の3年生のクラスに編入する。
雪菜の監視対象である暁古城は、この学園の高等部に通う学生であるが、3か月前に先代の第四真祖アヴローラ・フロレスティーナから能力を受け継いだばかりの、言わば新米の第四真祖であった。暁家の隣へ引っ越した雪菜は、古城を警戒しつつもその人となりに触れていきながら、さまざまな相手との戦いの中で第四真祖という存在の意味、失われた過去、そしてその核心である聖殲を知っていく。
第2巻 聖者の右腕
古城が雪菜との関係に慣れた矢先、ヨーロッパからディミトリエ・ヴァトラーという吸血鬼が第一真祖キイ・ジュランバラーダの使者として来日する。また、雪菜の親友である煌坂 紗矢華もヴァトラーの監視役として同行する傍ら、古城に異様な執着を見せる。
第3巻 天使炎上
ある日、古城と雪菜は担任教諭の南宮 那月とともに、絃神島に現れる怪物・仮面憑きの捕獲に挑む。だが、この怪物は古城の眷獣が通用しなかった。そこへ、古城の妹・凪沙の友人である叶瀬　夏音が登場し、2人を窮地から救う。
その後、古城と雪菜は、仮面憑きの調査に向かうが、模造天使の産出をもくろむメイガスクラフトの策略により2人は無人島に置き去りにされる。
また、同社の社員である叶瀬 賢生も養女の夏音の幸せを願うあまり、模造天使にしようと考えいた。翌日、古城と雪菜をのせた飛行機のパイロットのロウ・キリシマは賢生らと共に島を襲撃したが、夏音の血縁者にしてアルディギア王国の第一王女である ラ・フォリア・リハヴァインに倒される。また、同社に雇われていた吸血鬼ベアトリス・バスラーは、模造天使の素材とすべくラ・フォリアを狙ってアルディギアの飛行艇を襲撃し、賢生の目論みを半ば横取りする形で模造天使の兵器化を目論んだが、古城と雪菜によって阻まれ、ラ・フォリアによって断罪される。
第4巻 蒼き魔女の迷宮
絃神島では波朧院フェスタというイベントの準備が進められていた。その矢先、古城の小学生時代の親友、仙都木 優麻が島に来る。
一方、那月が消息を絶つ。
実は、優麻の正体は、魔術系の犯罪組織・LCO（ライブラリ・オブ・クリミナル・オーガニゼーション）の幹部であり、LCO代表にして彼女の「母」仙都木 阿夜は那月の監獄結界に収容されていた。
当初は絃神島の住人約10万人を生贄にし、が収容されている監獄結界への道を開くための魔力を調達する予定だったが、古城が第四真祖になったことを知ったLCO上層部の意向で彼の魔力を利用することになり、魔術で自分と古城の身体を入れ替えて持ち去る。この際、優麻自身は10万人を生贄にする必要が無くなったため、古城に感謝している。その後、優麻は監獄結界に侵入したところ、追ってきた古城に肉体を奪還されて説得に応じ、脱獄幇助を断念する。
第5巻　観測者たちの宴
阿夜は「娘」の優麻が脱獄幇助を断念したことで見切りをつけ、那月の一瞬の隙を突いて優麻を囮に那月の時間と優麻に貸与していた守護者“蒼”を奪い、監獄結界から脱獄し、自分を閉じ込めた那月に復讐を果たそうとする。
一方、阿夜に魔力と記憶を奪われた那月は幼児化し、古城の友人・藍羽 浅葱のもとで一時保護される。また、“蒼”を奪われて死にかけた優麻はMARに収容されるが、意識を取り戻すと負傷した古城を助けるためにMARから脱走する。
阿夜は彩海学園で那月の記憶から闇誓書を復元した後、雪菜と那月を彩海学園に連れ去って牢に拘束する。阿夜は自身の目論見を雪菜に話した後、絃神島から自分以外の異能の力を消し去ろうとしたが、紗矢華と優麻から吸血したことにより魔力を使えるようになった古城に突入されて雪菜と那月は解放されてしまう。阿夜は自らの守護者“影”を用いて雪菜の記憶を奪おうとする。だが、那月が古城の血を含んだ湯水を飲んだことで一度だけ魔力が使用可能になったことで、雪菜どころか那月の時間も奪い返されてしまう。さらに、“影”も那月によって“蒼”に戻り優麻の元へと帰還してしまう。阿夜は最後の手段として堕魂（ロスト）により自ら本物の悪魔になろうとするが、雪菜の雪霞狼で無効化され、監獄結界へ再収監される。
また、優麻はLCOの幹部であったことから公社の取り調べを受けることになるが、第四真祖の幼馴染という立場に沿った待遇が保障されている。那月に連行される前には古城へ再会の約束を兼ねたキスを行い、雪菜への宣戦布告を果たす。
第6巻 錬金術師の帰還
雪菜が中等部の修学旅行のため本土に行く。
一方、錬金術師の天塚 汞が液体金属生命体・“賢者”（ワイズマンズ）を復活させるため、絃神島各地を襲撃する。
さらに、彼は、自分の師匠にして、“賢者”の生みの親の一人である錬金術師ニーナ・アデラードを強制的に覚醒させ、彼女の肉体を構成していた液体金属“賢者の霊血”（ワイズマンズ・ブラッド）の大半を奪う。ニーナはその場面に居合わせて瀕死の傷を負った浅葱を治療し、一時的に彼女の身体を借りて天塚を追うべく古城と行動を共にする。
そうこうする間、汞は海中の金属物質を利用する形で、錬金術師によって生み出された“完全な人間”こと“賢者”を復活させる。汞は“賢者”が自分を人間としての身体に取り戻してくれると期待していたが、“賢者”が創造した元人間だと思い込まされた人造生命体であることを知ってしまう。汞はそれを理解した後も自らの正体を頑なに否定するが、最後はニーナと雪菜の言葉により人間であるための何かを悟りながら消滅する。また、“賢者”も古城と戦い“水精の白鋼”により肉体を原子以前の無に還される。
第7巻 焔光の夜伯
ある日、絃神島にアヴローラと酷似した容姿の吸血鬼が現れる。
第8巻  愚者と暴君
中学生だった古城は、凪沙の見舞い先でアヴローラと出会う。アヴローラが凪沙を救うキーパーソンだと知った彼は、アヴローラを秘匿する。武器商人バルタザール・ザハリアスは完全な第四真祖を復活させるべく、“焔光の夜伯”である九番目たちを引き連れて絃神島を訪れ、古城にアヴローラの身柄引き渡しを要求する。
ザハリアスは、カルアナ伯が所有していた九番目以外の“焔光の夜伯”もほぼすべて揃えていた。そして、彼は、かつてのカルアナ伯の領民を生贄に捧げることで“焔光の宴”を引き起こし、“原初”を目覚めさせる。しかし、兵器としての第四真祖を手に入れようとする思惑を“原初”に看破されて一番目を操られたうえ、一番目の肋骨を奪い返されることで自らの固有時間堆積を奪われ、灰となって死亡する。
第9巻 黒の剣巫
絃神島に増設人工島（サブフロート）・ブルーエリジアムが建設される。紗矢華は、ブルーエリジアム内にある研究施設に収容されている小学生・江口 結瞳を救出する任務に挑む。
第10巻 冥き神王の花嫁
第三真祖ジャーダ・ククルカンが支配する「混沌界域」で内乱が起こる。その地を訪問していたヴァトラーは、 この地にある都市国家「シアーテ」で信仰されている邪神ザザラマギウの花嫁セレスタ・シアーテを日本に送り込む。一方、アメリカ連合国の陸軍特殊部隊「ゼンフォース」の中隊長 アンジェリカ・ハーミダは、混沌界域の内戦で第三真祖を打倒するために必要なザザラマギウの花嫁であるセレスタを強奪すべく、絃神島へ侵入する。そして、若い神官2人を買収して、ヴァトラーと古城を倒す。これを見たセレスタはザザラマギウの卵を召喚し、さらに残りの神官たちが邪神復活の儀を行ったことから、ザザラマギウの作り出した魔法空間へ取り込まれる。
アンジェリカはセレスタを自らの肉体に取り込んで制御するも、ザザラマギウの花嫁ではないため、その力を使いこなせず古城と雪菜に倒される。その後、セレスタは花嫁の役割から解放される。一方、アンジェリカは捕虜として、混沌界域の内戦におけるアメリカ連合国関与の証拠として挙げられる。
第11巻 逃亡の第四真祖
年の瀬のある日、本土に帰省した凪沙が魔導災害に巻き込まれる。そのうえ、雪菜も獅子王機関から連絡が取れなくなってしまう。古城と雪菜は、凪沙を救出すべく本土へ行く。
第12巻 咎神の騎士
獅子王機関の攻魔師、羽波唯里と斐川志緒立ち合いの元、“聖殲”の遺産封印の儀式が行われるが、アヴローラの魔力が暴走して失敗に終わる。その拍子で、神縄湖底で魔獣・蜂蛇とともに眠りについていた竜族の少女グレンダが目覚め、古城と雪菜に接触する。
第13巻 タルタロスの薔薇
魔族特区ばかりを狙う暗殺集団タルタロス・ラプスが、絃神島を襲撃する。
第14巻 黄金の日々
人工島管理公社は、浅葱を幽閉したことを隠滅するため、彼女をローカルアイドルに仕立て上げる。古城と雪菜は、浅葱を救出すべくキーストーンゲートの第零層に忍び込む。
第15巻 真祖大戦
バレンタインデーも近いある日、古城らは浅葱がヴァトラーの側近であるトビアス・ジャガンのそばにいる様子を目にして動揺する。そうこうしている間、古城は戦王領域帝国評議会議長であるヴェレシュ・アラダールとの決闘に臨むハメになる。
同じころ、三人の真祖らが所属する超国家組織・聖域条約機構は、禁呪"聖殲"の祭壇とされる絃神島の破壊を決定し、軍を派遣する。また、ヴァトラーは真祖たちとの戦争を起こすべく、"聖殲"の叡智を入手し、グレンダを通じて咎神カインの"遺産"を呼び出す。

### 第二部 “終焉篇”
第16巻 陽炎の聖騎士
聖殲を巡る大事件から約1か月後、絃神島は絃神市国として日本から独立する。
一方、古城は、記憶と能力を失った状態で別の魔族特区・恩莱島に漂着し、聖団の修女騎士である香管谷 雫梨・カスティエラに介抱される。
彼女の計らいで、古城は恩莱島内にある攻魔師の養成機関「攻魔高専」に編入する。ある日、恩莱島の地下迷宮にいるはずの怪物「破獣」が攻魔高専の敷地内に出没する。
第17巻 折れた聖槍
新学期に入り、古城は無事に進級を果たす。
これで平穏な日々が送れるかと思われた矢先、絃神島に謎の魔獣が現れ、雫梨の仲間である宮住琉威と天瀬優乃が重傷を負う。
仲間の敵討ちに燃える雫梨に対し、政府系機関・太史局の攻魔師・妃崎霧葉が、共闘を持ちかけてくる。
同じころ、獅子王機関は政府の意向を受けて、新たな第四真祖の新しい監視役を選定しようとしており、雪菜は自分がお役目御免になると不安になっていた。さらに魔獣との戦いで、彼女の切り札である雪霞狼が破壊される。そこへ、彼女と似た姿の人物が現れる。
第18巻 真説・ヴァルキュリアの王国
古城はラ・フォリア・リハヴァインからアルディギア王国への招待を受け、夏音が同行することから、仕方なく招待に応じる。
この国と戦王領域との間で、平和条約締結記念式典の準備が進められていた矢先、テロが起こる。
第19巻 終わらない夜の宴
古城らがアルディギア王国にいる間、吸血王が率いる謎の組織「終焉教団」のたくらみにより、絃神島は81の領地に分けられた上、領主と呼ばれる強力な魔族たちが市民を支配し、絃神島の支配権を賭けて領主選争という戦いに臨んでいた。
帰国した古城は、正体を隠し続けたがゆえに本物の第四真祖であることを明かすことができず、否応なくこの戦いに参加する。
第20巻 再会の吸血姫
真祖らの登場により、絃神島の領主選争は混迷を極める。志緒と唯里は事態収拾のためにアヴローラを連れて絃神島に向かうも、第二真祖「滅びの瞳」アスワドグール・アズィーズの軍勢によって包囲される。
雪菜は志緒たちを救出するため、アスワドグールの支配する「滅びの王朝」がある中東に渡る。
また眷獣たちが真祖たちと共鳴して活性化したことにより、古城は飢えと渇きに苦しむ。
吸血王の正体は、第四真祖のプロトタイプであり、この戦いで三人の真祖を絃神島に集結させることで、第四真祖たる古城を追い詰めて彼の中の眷獣たち（その時点で11体）が危機感から魔力を求めて「焔光の宴」を再発させることが狙いだった。これによって記憶搾取の大規模感染を発生させて、第四真祖を人々の恐怖の象徴に仕立て上げようとしたが、「妖姫の蒼氷」の封印を解いて第四真祖を「完全体」としたアヴローラと古城の手によって敗北、消滅する。
第21巻  十二眷獣と血の従者たち
古城たちが吸血王を撃破した矢先、絃神島を拠点とした魔導産業複合体、MAR（マグナ・アタラクシア・リサーチ）の総帥シャフリヤル・レンにより、アヴローラは異境（ノド）に転送される。
第四真祖の力を手放してしまった古城は、キイとの取引で新たな眷獣を提供される。だが、これにより古城は暴走する。雪菜たちは、眷獣を制御するのに必要な、「血の伴侶」集めに動き出す。
第22巻 暁の凱旋
異境を支配下に置いたシャフリヤルは、咎神カインの遺産・眷獣弾頭を手中に収め、その一部を用いて、聖域条約機構軍を沈黙させる。さらに、日本政府も異境への「門」（ゲート）絃神島を破壊すべく、要石のあるキーストーンゲート最下層に雪菜と那月を派遣する。吸血鬼の力を取り戻した古城は2人を止めるべく、同じ場所へ向かう。
一方、アヴローラは謎の仮想空間でモグワイと接触する。
シャフリヤルは、自身の保有する天部の要塞「死都」カレナレン城も使って東京の壊滅を図るも、凪沙の活躍で眷獣弾頭は無力化、4つの「死都」もアルディギアと古城たちの共同作戦の前に破壊されてしまう。また、 シャフリヤルの妹・ラードリーは、眷獣弾頭の無効化と「死都」カレナレン城の破壊によって不利になった戦況を覆すべく、MARの残存部隊を率いて絃神島への強行上陸を図るが浅葱たちに阻止されてしまう。
シャフリヤルは古城たちを奇襲し、破魔の杭で古城の心臓を貫いて彼を消滅にまで追い込む。だが、ザナの作った指輪とアヴローラの血が反応して、古城は復活、雪菜に“雪霞狼”を突き立てられた上で、アヴローラから第四真祖の眷獣を返された古城による「獅子の黄金」の雷を叩き込まれて半死半生にされて敗北する。また、ラードリーが最後の手段とばかりにもう一つ温存していた自身の所有する「死都」ラレン城を持ち出すが、キイの眷獣“幻月狼”に「死都」ラレン城も破壊されてしまう。
その後レン兄妹は同盟者たちと共に身柄を聖域条約機構に引き渡され、裁判にかけられた。

### APPEND
APPEND1 人形師の遺産
殲教師オイスタッハとの戦いの後、眷獣共生型人工生命実験体アスタルテは第四真祖の魔力を手に入れる。彼女の制作者である人形師ことザカリー・多島・アンドレイドはその力を狙い、自分が生み出した別の人工生命体・スワニルダを古城に差し向けるも、返り討ちにされてしまう。アンドレイドは用済みとなったスワニルダをベースに新たな人工生命体を作ろうとするが、本人にそれを乗っ取られてしまった挙句、殺害される。
そして、スワニルダはアスタルテを取り込もうと、絃神島を徘徊する異形の殺人人形と化す。最後は調子を取り戻した古城と雪菜に討たれ、機能を停止する。
APPEND2 彩昂祭の昼と夜
秋のある日、古城たちは彩海学園の学園祭「彩昴祭」の出し物である、VRMMO形式のお化け屋敷を準備していたところ、謎のデータの混入により、使用していた幻術サーバーが暴走する。
さらに、模擬店で出されていた料理に魔術薬が混入するという事件も発生する。
その後、別件で投獄されていた二人組の魔女・メイヤー姉妹は、紗矢華とラ・フォリアに復讐すべく脱獄し、手に入れた「No.014」を使って彼女たちと雪菜の3人から時間を奪って幼児化させるが、幼い雪菜と紗矢華が引き起こした霊力の暴走に巻き込まれ降参し、再び投獄されている。
APPEND3
楽園のウェディングベル
古城と雪菜は、獅子王機関の攻魔師養成機関「高神の杜」を訪問し、事件に巻き込まれる。
普通の私の特別な……
第四真祖を探していた少女は、大型犬を連れた小学生に出会う。
第四真祖には向かない職業
ある日、古城は雪菜に将来の悩みについて相談する。

## 登場人物

### 主要人物
暁 古城（あかつき こじょう）
声 - 細谷佳正、田村睦心（幼少期）
本作の主人公。世界最強の吸血鬼“第四真祖”の少年。私立彩海学園高等部1年B組。
元来はごく普通の人間だったが、本編の約3か月前に先代の“第四真祖”アヴローラからその能力を受け継ぐことになる。当初、その際の記憶は封じられており、思い出そうとすると激しい苦痛に襲われていたが、のちにアヴローラに変装したジャーダとの戦闘やその直後に受けた監獄結界での魔導書“No.14”の記憶の追体験により、断片的に記憶を取り戻した。
第四真祖となる4年前、妹の凪沙と共に参加した「12番目の妖精の柩」の発掘で黒死皇派のテロリストたちの襲撃に遭い、凪沙を助けるためにとっさに自らの血を捧げてアヴローラの“血の従者”となり、結果的に一命を取り留めた。1年前の時点でそれに関わる記憶がなく肉体的な変化も皆無であったが、アヴローラが覚醒した後は第四真祖の“血の従者”としての能力が上がり、“原初のアヴローラ”を倒した際に第四真祖のすべての力をアヴローラから与えられた。
第四真祖になったことは、魔族嫌いの凪沙への配慮や発覚後の影響への考慮から隠していた。また、吸血鬼としての体質や第四真祖として事件に巻き込まれるせいで遅刻や無断欠席が絶えず、担任教師である那月のフォローによって追試や補習を常に抱えながら通学している。
生来の体質としてわずかな性的興奮でも鼻血が出てしまうために誤解されることもあるが、これは自分の鼻血を飲むことで他人への吸血衝動を抑えるという対症療法にもなっている。
中学まではバスケ部に所属しており、高い身体能力を見せていた凪沙のクラスメイトからは普段と試合中のギャップが良いと本人の知らないところで人気もあった。第四真祖になってからはその身体能力の飛躍的な向上と、首を刎ねられた状態からも短時間で蘇るほどの再生能力を獲得した。そして、物語開始当初は9体の眷獣をアヴローラから引き継いだに過ぎなかった上にそれらは殆ど覚醒していなかったものが、第四真祖の本来の力である12体の眷獣の覚醒した個体を短時間ながら連続・同時使役も行えるなど、制御能力も徐々に向上している。そういった第四真祖としての能力は各方面から注目と奪取の対象となっており、古城は身柄どころか子種すら狙われる状況にある。
しかし、残る3体の眷獣を覚醒することについては、それぞれの器である「ヘクトス」「デカトス（ディセンバー）」が生存していたこと、そしてアヴローラも妹の凪沙の中で魂を永らえていたことで複雑な紆余曲折を経ることになる。特に、アヴローラが復活後は古城にとって彼女を救うことが究極の目標となったこともあり、古城が全ての眷獣を掌握するのは物語の最後の最後までかかることになった。
ミネストローネを作れるなど料理の腕は高いが、最近は凪沙が台所に立つことが多く任せきりになっている。
自身を取り巻くさまざまな事件を通して複数の女性（特に身近な雪菜と浅葱と紗矢華）から好意を寄せられているが、彼女らの気持ちに気づかない鈍感な面があるうえ、眷獣を覚醒させるための霊媒として不可抗力とはいえさまざまな女性から直接吸血を行うため、吸血対象以外の女性（主に雪菜）からの怒りをよく買う。また、凪沙の異性交遊については過敏になるなど、若干シスコンの気がある。物語終盤で第一真祖の企みによって用意された「契約の指輪」により、12人の「血の伴侶」が一応定まることになったが、古城本人の鈍感さは相変わらずのため、今後の後宮（ハーレム）としての発展の程は不明。
決め台詞は敵と対峙する際に発する「ここから先は、第四真祖（オレ）の戦争（ケンカ）だ！」。
眷獣については以下のとおり。
“神羊の金剛（メサルティム・アダマス）”
1番目の眷獣。金剛石で構成された大角羊。攻撃の反射能力を持ち、数千数万もの結晶を操ることで盾や散弾のように撒き散らすなど攻防一体の能力を持つ。霊媒は夏音。
“牛頭王の琥珀（コルタウリ・スキヌム）”
2番目の眷獣。姿は10mを超える身長にそれを超える巨大な戦斧を持つ、溶岩で構成された琥珀色の牛頭神。溶岩の杭を地底から吹き上げる。これは他の魔力で構成されている眷獣とは異なり、純粋な物理攻撃となっている。霊媒はグレンダ。
“龍蛇の水銀（アル・メイサ・メルクーリ）”
3番目の眷獣。姿は前後に頭を持つ2体で1対の巨大な双頭龍。次元喰い（ディメンジョン・イーター）の能力を有し、龍の顎に喰われた空間自体を消滅させる。霊媒は雪菜とラ・フォリア。
“甲殻の銀霧（ナトラ・シネレウス）”
4番目の眷獣。姿は銀色の霧を灰色の甲殻が覆っている甲殻類。任意の物質を霧に変える能力を持つが、元に戻すには細心の注意が必要であり、強い衝撃により霧が散らばると復元できなくなる可能性がある。ジャーダのような同格以上の相手には、逆に霧となった状態でも掴まれてしまう。霊媒は優麻と紗矢華。
“獅子の黄金（レグルス・アウルム）”
5番目の眷獣。姿は雷の魔力の身体を持つ獅子。霊媒は雪菜。ヴァトラー曰く、制御の難しい眷獣らしいが雪菜の霊媒の血がよかったのか古城が最初に掌握した眷獣である。古城や雪菜がピンチになった時は呼び出さずとも雷撃で守ってくれるが、高い威力を持つため制御が非常に難しく、雪菜の血を吸う前でも絃神島の一部を破壊したことがある。
“冥姫の虹炎（ミネラウバ・イーリス）”
6番目の眷獣。虹色の光剣を握った戦乙女（ヴァルキュリア）で、物理だけでなく因果律も含めた切断能力を操る。器である六番目が雪菜に預け、ヴァトラーとの決闘の最中に古城に吸血を介して渡された。
“夜摩の黒剣（キファ・アーテル）”
7番目の眷獣。三鈷剣の形をした“意思を持つ武器”（インテリジェンスウエポン）で重力制御の能力を持つ。刃渡りが100mを超えるなどほかの“意思を持つ武器”に比べ規模が桁違いに大きい。はるか上空から目標に向かって落下するうえ、重力制御によるさらなる加速で数十kmの範囲が消し飛ぶほどの威力になる。「冥姫の虹炎」が振るうことで、さらに真価を発揮する。霊媒は雪菜。
“蠍虎の紫（シャウラ・ヴィオーラ）”
8番目の眷獣。紫の炎に包まれた人喰い虎。毒を操って抗毒血清を作り出す、敵の眷獣から魔力を奪うなどの能力を持つ。霊媒は浅葱。
“双角の深緋（アルナスル・ミニウム）”
9番目の眷獣。姿は緋色の双角獣（バイコーン）。身体そのものが振動であるため、実体化中は常に高周波振動を撒き散らす。霊媒は紗矢華。
“麿羯の瞳晶（ダビ・クリュスタルス）”
10番目の眷獣。全身が銀水晶の鱗に覆われ、水晶柱でできた山羊に似た角を有する魚竜の姿をしている。魅了を司り精神支配の能力を持つ。ディセンバーが使用した際には、古城の他の眷獣を支配するほどの力を発揮した。
“水精の白鋼（サダルメリク・アルバス）”
11番目の眷獣。姿はヘビの下半身と髪を持つウンディーネ。吸血鬼の回復能力を司るが、存在を出現する前の状態にまで回復させるなど、正確にはすべてを無に帰す力というべき能力を持つ。妖姫の蒼氷によって強制的に目覚めさせられ、雪菜の血によって治まった。
“妖姫の蒼氷（アルレシャ・グラキエス）”
12番目の眷獣。氷の人魚とセイレーンを複合させた姿をしている。能力は、絶対零度を突破するほどの極低温による凍気。アヴローラが凪沙の力を借りて発動させたことがある他、吸血王（ザ・ブラッド）との決戦で、アヴローラと古城が共同で使用。最終決戦で他の眷獣ともどもアヴローラから古城に譲渡されたが、古城自身が単独で使う場面は無かった。
著者言及
著者が本作の企画当初から想定していたキャラクターであり、「現代的な陽性のヒーロー」として設定されている。

姫柊 雪菜（ひめらぎ ゆきな）
声 - 種田梨沙
本作のヒロインの1人。古城を「監視、場合によっては抹殺する」ために獅子王機関から派遣された、見習い“剣巫”の少女。任務を果たそうと、古城の住むマンションの隣室へ転居して彩海学園中等部3年に転入した結果、男子生徒たちによるファンクラブができるほどの人気者となる。
決め台詞は古城に続けて発する「いいえ、先輩。私達の聖戦（ケンカ）です！」。
自己主張が弱い一方、芯の強い性格をしている。
幼い頃から高神の杜で槍術や格闘術、未来視などの戦闘訓練を受けてきたため、剣巫としては半人前だが戦闘能力は高い。訓練の一環で高校卒業程度の学力も持ち、年上の古城が分からない宿題の解き方を教えることもある。しかし、初めて見たゴルフクラブを武器と勘違いするなど世間知らずな面や、マスコットやネコに目を輝かせるなど年相応の少女らしい面も持つ。また、機械系全般と高所を苦手としており、飛行機は機内から外を直視できないほど。料理はサバイバル訓練で習ったために一応できるが、包丁の代わりにコンバットナイフを使う。味付けになんでもマヨネーズを使おうとする重度のマヨラーでもあり、自宅のキッチンには大量のマヨネーズがストックされている。
高神の杜ではずっと寮生活だったこともあり、マンションへの引っ越しを段ボール数箱で終えるほど私物が少ない。普段の私服もあまり持っていないため、出かける際も制服のままが多く、凪沙に連れられて服を買いに行くこともある。
古城には事件や日常生活を通して好意を寄せているが、彼からは「監視役」「隣人」「妹のクラスメイト」としか見られていないうえ、古城が浅葱をはじめとする複数の女性から好かれ、自分が目を離した隙に他の女性から吸血するなど自分の気を逆撫でする（古城はあくまで状況に対処しているだけ）ため、その度に古城には侮蔑を浴びせ、女性には嫉妬を抱いている。
幼少時、異邦の女神を信奉する集団によって神への生贄にされそうになったところを冬佳に救われ、高神の杜に保護された。その後、冬佳に憧れて剣巫となり、知らないうちに彼女の武神具と同じ銘の雪霞狼を受け継ぐことになった。
「タルタロスの薔薇」の阻止後、雪霞狼の副作用により模造天使に進化しつつあることが判明し、剣巫としても監視役としても再起不能寸前になり、周囲の心配を理解しつつ「もう会えないなら最後まで古城の力になりたい」という思いで冥駕との戦いに臨む。その後、縁が古城の肋骨を用いて制作した指輪型の呪具により彼の擬似的な「血の従者」となり、模造天使化を軽減しつつ、監視役を継続する。
領主選争での戦いでは「吸血王（ザ・ブラッド）」の全眷獣解放の前に、完全なデッドエンドの未来を視てしまい絶望するが、閑古詠の言葉から"静寂破り"（ペーパーノイズ）の力に開眼することになった。
最終決戦ではシャフリヤル・レンの不可視な斬撃で致命的な重傷を負い、ザナが用意した「契約の指輪」によって雪菜以外の11人の「血の伴侶」から吸血した古城に、「ずっと一緒にいてください」と告白したうえで吸血され、12人の「血の伴侶」の1人に昇格する。その結果、即座に傷が完治し、真祖に匹敵する不死性を得ることになった。
なお、著者のTwitterによれば、20年後の世界では古城との間に生まれた零菜の母となっているが、前述の監視役当時のことを棚に上げて零菜を厳しく教育しているという。
著者言及
著者が最も成長したキャラクターとして挙げており、暁古城との関係性は大きく変わらないものの、巻を重ねるごとに互いの理解や信頼が深まり、正ヒロインとして安定感が増していったとしている。これは著者が想定していなかったことであり、長期シリーズならではの珍しいパターンであるとのこと。また、ほかのキャラクターの個性がとがっている分、彼女の純粋さが目立っていると述べている。加えて、著者の三雲は種田との対談の中で、雪菜が暴力的になりすぎないように気を付け、古城がトラブルを起こした際も冷静に立ち振る舞うなどして、一歩引いたスタンスにあることを意識していると説明している。

藍羽 浅葱（あいば あさぎ）
声 - 瀬戸麻沙美
本作のヒロインの1人。古城の友人。絃神市の評議員をしている父と継母、大学生の姉の4人暮らし。実母は数年前に他界している。金髪とターコイズブルーのピアスが特徴の派手な風貌だが、金髪は地毛の黒髪を染めただけであり、那月には「見た目だけビッチの万年処女」と評されている。古城と出会った時は髪を染める前の地味な恰好であり（モグワイいわく「イケテない」）、古城の言葉がきっかけで今の外見になった（しかし、後に古城からは「普段から大人しくしていればモテそう」との旨を言われている）。
天才的な腕を持つプログラマーとして“電子の女帝”の異名を持つが、浅葱自身はそれを恥ずかしく思っており、目の前で呼ばれることを極端に嫌う。その腕を買われて人工島管理公社でアルバイトもしており、有事の際には駆り出されるため、古城が関連した事件にプログラマーとして巻き込まれることが続いた。
常軌を逸するプログラマーとしての能力は「カインの巫女」の能力の一端であり、それに気づいた冥駕らからは丁重に扱われている。絃神島はカインの巫女が聖殲を行う儀式場として作られているため、絃神島に留まっている限りは第四真祖の眷獣や雪霞狼などのどのような手段を用いられても死亡せず、ありとあらゆる要因で生き延び続ける。
初めて出会った時から古城に好意を抱いており、矢瀬をはじめクラスメイトの間では周知の事実だが、浅葱の男友達のような接し方から古城にだけは気づかれなかった。ナラクヴェーラの騒動後には古城にキスと告白をしたものの、彼が今まで友人としか見ていなかった相手への意識の仕方に悩んでいることを知り、結論を先延ばしにすることを黙認する。後にジャーダによるMAR襲撃の折、古城が第四真祖になったことや雪菜の素性を打ち明けられるが、魔族特区で育ったこともあって魔族絡みの騒動には慣れており、古城が雪菜に対して吸血を何度行ったのかなどを気にしただけで、それ以降も態度は変わらずそれまで通りに接している。
絃神島が聖域条約機構の攻撃対象になった際には、それを解決するために古城が日常を犠牲にするであろうことを察し、それを防ぐためにヴァトラーに協力する。カインの巫女の能力で聖殲の遺産を用いて徹底抗戦の構えを取るが、最終的には古城と和解し、ヴァトラーとの戦闘で傷ついた彼を回復させるべく、自らの血を吸わせる。
古城が公的にも第四真祖として活動するようになってからは、彼を支えるべく聖殱の遺産を活用した直接・間接を問わない戦闘力と、真祖たちすらも手玉に取る強靭な精神性を発揮するようになっていく。彩海学園においては表向き仲間たちが集まれる場として「魔族特区研究部」通称"マゾ部"を作り、重要拠点とすることになる。
最終決戦を前に改めて古城に告白し、自ら望んでザナの作った「契約の指輪」を受け取り、12人の「血の伴侶」の1人となった。その時に「カインの巫女」としての記憶を古城に移したことで、古城はカインと初代第四真祖の関係の真実と、カインの遠大な計画を知ることになる。
大食漢だが自身は料理が大の苦手で、小学生時代に作ったクッキーがクラスメイトの男子14名を病院送りにするなどの逸話を持ち、古城を含めた周囲の人々からは手料理を恐れられている。また、常人としては身体能力も高く、100m走をスパイク無しで13秒台で走れる。
著者言及
著者の三雲岳斗は、浅葱の性格や能力を気に入っており動かしやすいと話す一方、裏設定が複雑であるため、登場には注意を要するとしている

煌坂 紗矢華（きらさか さやか）
声 - 葉山いくみ
本作のヒロインの1人。雪菜の元ルームメイトで、獅子王機関の“舞威媛”。茶髪をポニーテールにまとめた、スタイルの良い長身の少女であるが、本人は長身がコンプレックスとなっている。
着痩せするタイプで胸は巨乳であることが、雪菜や不可抗力で触った古城などの反応で示唆されている。制服時は赤いラインが入った黒のニーソックスを履いており、太腿には煌華麟の鏑矢のストックを忍ばせている。
勇ましい物腰で振る舞うが、予想外の出来事に直面するとすぐ取り乱すなど、精神面は雪菜以上に脆い。それゆえ、ラ・フォリアには後述の古城への好意やウブさをからかわれ、縁には任務の不手際を理由として罰ゲームと称したメイド服での奉仕を命じられるなど、奔放な性格の持ち主を苦手としている。
幼少期に霊力を制御できずに超常現象を起こし、それを理由に父親から暴力を受けたことから、極端な男嫌いになる。高神の杜では同室の雪菜を妹のようにとても大切に思っており、監視対象でありながら雪菜と親しくする古城を当初は前述の理由から激しく敵視し、殺意を抱くほど毛嫌いしていたが、黒死皇派の一件での言動から古城に対する認識を改め、信頼と好意を寄せるようになる。だが、それ以降も男嫌いは治っていないうえ、ウブさも災いして古城への気持ちを素直に表現できず、周囲の女性から好かれる彼を見ては雪菜と同様にやきもちを焼いている。特に、浅葱に対しては古城絡みでお互いにライバル的な感情を抱いている模様。
古城と2人きりになると吸血行為を建前として多少ずれた性知識をもとにかなり大胆な行動に出ることがあるが、同時に雪菜への後ろめたさも感じており、積極的なアピール中に雪菜の姿を見るとしどろもどろになる傾向にある。
戦闘時は煌華麟の空間断裂による近接戦闘と防御、鳴り鏑矢で放つ呪術攻撃で戦い、雪菜が5回戦って1回勝てるかどうかというほどの高い実力を持つ。
「吸血王（ザ・ブラッド）」の眷獣を移植されて暴走した古城を止めるため、ザナの作った「契約の指輪」を受け取り、12人の「血の伴侶」の1人となった。その後、獅子王機関による絃神島の破壊作戦の際は、結瞳の催眠によって酩酊状態になり、雪菜も含めた古城への思いの丈を本人に告白することになったが、古城からは「本気にしたらダメなやつだ」とスルーされてしまった。「血の伴侶」として古城の後宮（ハーレム）に入ることについては、「古城以外の男を好きになるなんて無理」「雪菜と一緒にいられるなら」と一応受け入れている。
暁 凪沙（あかつき なぎさ）
声 - 日高里菜
古城の妹。父方の祖母が巫女、母の深森が過適応者であるため、その両方の素養を併せ持つ希少な混成能力者でもあり、過去にはその才能を見込まれ、父・牙城の仕事も手伝っていた。
現在は両親がほとんど帰宅しないため、実質的に古城との2人暮らしである。そのため、家事をほぼ単独でこなせ、特に料理の腕は高い。性格は人懐っこくとてもおしゃべりで、気に入った相手に対しては感情が昂ぶると、相手が圧倒されるほどまくし立ててしまう。兄や両親を「古城君」「牙城君」「深森ちゃん」と名前で呼ぶ。
4年前にアブローラの眠る聖殲の遺跡を訪れ、黒死皇派のテロリストに襲撃に遭い、重傷を負った。その際、死亡した古城を蘇生させようとして第四真祖の“原初”を覚醒させ、意図せず憑依されたことで永続的植物状態になりかねないほど負傷し、治療のために絃神島に移住することになった。意識を取り戻した後も憑依の影響で能力を常時使い続けたために衰弱し、“焔光の宴”で“原初”が覚醒して完全な第四真祖になりかけたが、古城とアヴローラによって“原初”は身体から追い出された。死亡したアヴローラの意識は過適応者の能力で回収したが、無意識の領域でしかこのことを思い出せず、本人は自身の身に起きたことを魔族の絡んだローマでの列車事故だと親に聞かされ、魔族に対する恐怖を人一倍持っている。グレンダの一件によって幽体離脱などで一時的に記憶を取り戻したことをきっかけに、その身に宿しているアヴローラとの魂の境界が曖昧になりつつあった。
古城とアラダールが決闘した際にヴァトラーから過去の真実を知らされ、古城を救うべく「妖姫の氷蒼」を召喚したことで限界を迎えて瀕死状態に陥るが、アヴローラが六番目の体に移ったために回復し始める。その後、霊力の回復のために1か月間入院している。退院後は古城の現状をそのまま受け入れながら、生活を送っている。
最終決戦では浅葱とモグワイの導きによってグレンダに憑依する。「三聖」闇 白奈の精神支配術式を完全コピーしてみせ、「眷獣弾頭」の依り代の少女たちに自身の体験をもとにした仮想人格記憶を植え付け、「眷獣弾頭」を無力化する活躍を見せた。
著者が最も印象に残ったキャラクターとして挙げており、ストーリーにおける重要度は当初想定していた3倍以上にもなっているという。

矢瀬 基樹（やぜ もとき）
声 - 逢坂良太
古城の親友。浅葱とは幼稚園からの幼馴染。念入りな手入れで逆立てた茶髪といつも首にヘッドフォンをかけている、軽薄そうに見えて、細かな気配りに長けている。矢瀬家は魔族特区の成立にも携わった大財閥であり、さまざまなコネクションを持つ。
実は人工島管理公社から密命を下された「第四真祖の真の監視者」。ヘッドフォンを耳に装着して音波や気流を操る過適応能力者であり、聴覚を拡張する技「音響結界（サウンドスケープ）」によって周囲で起こる出来事を把握できるが、爆発や真祖の眷獣レベルの魔力により破壊されると修復まで74分ほどかかってしまい、その間隙を突かれることもある。また、カプセル剤「ケミカルドラッグ」を服用することで、本来は受信に使っている能力を発信に使い、気流を操りトラックを追いかけるなどできるようになるが、副作用として身体への負担も大きい。
役割上、島内で発生する事件への直接介入を禁じられているため、能力やモグワイを使ってひそかに支援することが多い。また、古城の監視者という立場ゆえに自分も苦境に立たされたり負傷させられることがあるが、本人は前向きに受け流している。一族内では頭首である顕重の息子で、矢瀬という家系の真の意味である「禁忌四字（ヤゼ）」を継ぐ資格を持つ過適応能力者ではあるが、妾腹の子であり病弱な実母の安全のために一族の使い走りとなっている。
冥駕が引き起こした「聖殲」に紛れる形で幾磨、那月、“静寂破り”と共に、死亡扱いで隠れ潜んでいた顕重を逮捕して失脚に追い込み、幾磨に担がれる形で矢瀬家の頭首となった。
緋稲と交際しているが、さまざまな理由で会えておらず、浅葱など周囲の友人からは完全に自然解消したものと思われている。

### 絃神島

#### 彩海学園
南宮 那月（みなみや なつき）
声 - 金元寿子
彩海学園の女性教師。高等部1年B組担任。担当科目は英語。国家攻魔官の資格を持つ、自称26歳。
公称だが年齢不相応に幼女と見紛うほど若く小柄であるため、生徒たちからはよく「那月ちゃん」と呼ばれるが、その際は「教師を『ちゃん』付けで呼ぶな！」と言い、閉じた扇や傘で頭を殴ったりデコピンをする。性格は傲岸不遜で、ヴァトラーやラ・フォリアなどの権力者に対しても態度を崩さず、ヴァトラーを「蛇遣い」、ラ・フォリアを「腹黒王女」と侮蔑を込めて呼ぶ。周囲の気温や湿度に一切関係なく、常にフリルが多用されたドレスを平然と着ている。
絃神島の住宅街に高級マンションを構えているうえ、自身やアスタルテの分のドレスやメイド服を大量に所持しているなど、資産家としての面も持つ。
空間制御魔術の使い手であり、“空隙の魔女”（くうげきのまじょ）の異名を持つ。かつて、15年前に師である千賀から教えられた魔術を駆使し、激情のままに欧州の魔族たちを虐殺したことから、今でも多くの魔族から畏怖されている。獅子王機関とは商売敵に当たるため、折り合いが悪い。
監獄結界の番人でもあり、古城たちと接している日頃の那月は自らの作った結界の中で眠り続けている彼女が生み出した、「質量を持った幻」である。幻ではあるが一般人と同様に他人との物理的接触が可能であり、物理的な攻撃や魔術の干渉を受けても本体が無事である限り、依り代である人形を修復させれば行動を再開できる。また、第四真祖であることを隠している古城が魔族特区で自由に行動できるのは那月が監獄結界に収容する力を持っているからである。
輪環王（ラインゴルト）
黄金の鎧に身を包んだ騎士の姿をした“守護者”であり、魔族に世界そのものを歪める力を持つと噂されている。鎧は強大な力を抑えるための拘束具だが、それでも「獅子の黄金」を単独でねじ伏せるほどの力を持つ。
サナ
声 - 金元寿子
那月が阿夜によって固有堆積時間を奪われ、幼児化した姿。記憶と魔力を喪失しており、最初に出会った浅葱を刷り込みによって「ママ」と認識している。名前は「幼い那月」という外見から浅葱に付けられた便宜上のもの。主人格が眠ると那月が記憶を失った場合に備えて組み込まれているバックアップ・プログラムの人格が代わりに目覚めるが、こちらは軽い性格をしており、語尾に「きゅん」が付いたりする。
アスタルテ
声 - 井口裕香
青い髪を持つ少女の姿をした人工生命体（ホムンクルス）。無表情かつ機械的な口調で会話する。オイスタッハの目的を果たすために眷獣を埋め込まれ、余命2週間足らずという状態にまで陥っていたが、アスタルテを吸血した古城が負担を肩代わりすることによって延命した。
事件解決後は保護観察処分を受け、身元引受人の那月の下でメイドとして働いている。那月に引き取られてからは表情や口調は変わらないながらも、古城たちにも伝わる程度に感情を表現できるようになる。医療用の人工生命体という名目で作られていたため、医師免許保有者と同等程度の医療知識を持つ。
薔薇の指先（ロドダクテュロス）
アスタルテが行使する人工眷獣。半透明の身体を持つ巨人の姿で、内部にアスタルテを取り込んで行動するほか、彼女の肩から腕のみを生やして攻撃することも可能である。魔力を吸収して成長する能力を持つほか、雪菜との戦闘データから獲得した神格振動波駆動術式も持つ。事件解決後は、自身を吸血した古城の魔力によって活動している。古城が第四真祖の力を失った後は、再び眷獣を使用する度に寿命を減らすことになったが、“吸血王”の眷獣の制御に成功した古城に再び吸血されることで再度、寿命の問題を解決された。
叶瀬 夏音（かなせ かのん）
声 - 伊藤かな恵
本作のヒロインの1人。凪沙の友人。「です」と言うべき語尾を「でした」と過去形で言う独特の口調で会話する。自分が育った修道院跡地で野良猫たちを育てるほどの優しさと美少女ぶりから、「中等部の聖女」と呼ばれている。
実はアルディギアの前王・ガイヤルドが日本人女性・琴音に浮気して産ませた隠し子で、ラ・フォリアにとっては叔母、彼女の母のポリフォニアにとっては異母妹にあたり、ラ・フォリアと瓜二つの顔と強力な霊媒としての資質を持つ。小動物や野生動物が好きで、アイスクリームやスウィーツなどの甘いものを食べるときも幸せそうな反応を見せる。
義父である賢生の手により「模造天使」へ変えられそうになるが、古城と雪菜、ラ・フォリアにより回避される。事件解決後は那月が後見人となり、同居して彼女の代わりに家事を担当するほか、アルディギアからも「王妹殿下」として過保護に扱われ、護衛や監視衛星などを介して見守られている。同じく那月に引き取られているアスタルテとは一緒に行動することが多く、のちに護衛の意味も兼ねてニーナとも同居するようになる。
古城の正体については那月が適当に吹き込んだ「正義の味方」だと思い込んでおり、事件が解決した以降も「お兄さん」と呼び慕い、冬休みに発生したザザラマギウの騒動では、古城に好意を告げて吸血を許した。その後は、さり気無く古城にアピール行動を取っている。
「模造天使」の時を除けば本人の戦闘能力は皆無だが、アルディギア王家特有の高い霊力を有しており、周囲の魔力などの異変を感覚的に知ることができる。また、ラ・フォリアの影武者を担当することもある。
「吸血王（ザ・ブラッド）」の眷獣を移植されて暴走した古城を止めるためとその際に「模造天使」の力を使って天使化することを防止するために、ザナの作った「契約の指輪」を受け取り、12人の「血の伴侶」の1人となった。
築島 倫（つきしま りん）
声 - 持月玲依
古城のクラスメイトで、浅葱の友人。通称「お倫」。勘が鋭く、古城が常人でないことに気付いている節がある。浅葱の古城への好意も当然知っており、基樹と組んでいろいろと画策している。
笹崎 岬（さささき みさき）
声 - 茅野愛衣
彩海学園中等部の女性教師で、雪菜たちのクラス担任。武術と仙術を高いレベルで極めた接近戦闘術「四拳仙」の達人の1人で、“仙姑”（せんこ）の異名を持つ。陽気かつ軽い性格で、語尾に「だったり」と付ける口癖がある。先輩である那月に対しては愛着を持って接するが、彼女からはその態度と並んだ時の体格差から疎まれている。しかし、岬自身にはまったく懲りた様子がなく、那月が苦手としている数少ない人物でもある。
内田 遼（うちだ りょう）
声 - 山下大輝
古城の同級生。女子生徒の棚原 夕歩（たなはら ゆうほ、声 - 千菅春香）と交際している。
高清水（たかしみず）
声 - 小林裕介
凪沙の同級生。夏音が修道院跡地で育てていた野良猫たちの里親探しを凪沙と一緒に手伝っていたが、彼女へ生徒名簿が入った封筒を渡していたところを目撃した古城には、ラブレターを渡していたのではと勘違いされた。
進藤 美波（しんどう みなみ）
声 - 田中真奈美
凪沙の同級生。クラスでの自己紹介で噛んだことをきっかけに、あだ名が「シンディ」となった。女子バスケ部に所属しており、古城とはバスケ部の後輩にあたる。古城が中等部の頃から好意を寄せているが、雪菜や浅葱の存在にほとんどあきらめ気味である。
甲島 桜（こうじま さくら）
声 - 石上静香
凪沙の同級生でクラスの委員長。絃神島に来て以来ずっと学級委員長を務めており、「委員長」の愛称で呼ばれている。真面目だがノリのいい性格で、周りからも慕われている。

#### その他
モグワイ
声 - 川田紳司
絃神島の都市機能を制御するスーパーコンピュータ5基のアバターである人工知能。誰にでも砕けた態度で接し、名付け親である浅葱のことを「嬢ちゃん」と呼んでいる。裏では人工島管理公社に属する矢瀬に従い、「監視者」の仕事も手伝っている。その一方、古城たちの行動の結果を見届けてはこっそりとほくそ笑む素振りを見せたり、冥駕から「我らが王」と呼ばれるなど、裏の顔が存在することをうかがわせている。
本体はスーパーコンピュータ5基が設置されている潜水艇「咎神の棺桶」であり、その内部は人類以外の者が残した文字や情報で埋め尽くされている。冥駕が聖殲を発動させた際にはアベルの巫女に乗っ取られていたが、浅葱が「咎神の棺桶」を脱出した後は共に制御権を奪われていた「咎神の棺桶」を奪回した。
その正体は、咎神カインが生前に「咎神の棺桶」の石版に残した自身の人格のバイナリデータをAIに学習させて再構成されたカインの擬似人格であり、カインのたった一つの心残りである眷獣弾頭の依代である人工吸血鬼の少女たちを解放する為に、様々な準備を行ってきたことが最終決戦で判明する。
キキモラ
浅葱が新たに作った人工知能。正式名称は邪妖精シリーズ・バージョン7。
モグワイの汎用性を失った代わりに、ハッキングや電子戦に特化した性能を持っている。
リディアーヌ・ディディエ
声 - 久野美咲
浅葱と同じく人工島管理公社に雇われているフリーランスのプログラマー。「戦車乗り」の通称を持つネウストリア出身の少女であるが、コンピューターでは中年男性の頭が乗った戦車のアバターを使用し、音声も低く加工していたため、監獄結界の一件で初対面した浅葱を驚愕させた。普段から実証試験も兼ね、故郷の軍需メーカーの試作有脚戦車（ロボットタンク）に乗っている。「拙者」や「ござる」など、侍を思わせる独特の言葉づかいで話す。
普段は天奏学館の生徒であり、結瞳と同じく手芸クラブに所属する。
レヴィアタンの一件では太史局に協力するが、浅葱との電子戦に負けて紗矢華の援護に回る。また、神縄湖の一件では浅葱の絃神島脱出を手助けし、そのまま同行した。
絃神島が聖域条約機構の標的になった際には浅葱に協力し、ナラクヴェーラを使役して結瞳を守るが、彼女共々那月に捕まって戦線離脱させられた。
矢瀬 幾磨（やぜ かずま）
声 - 笠間淳
基樹の10歳上の異母兄。人工島管理公社の関係者であり、基樹に古城の監視を命じている。一族内では基樹と気が合う数少ない存在であり、同じく妾腹の子ゆえに一族には見下されているが、自らの実力で今の地位を勝ち取った。矢瀬家を継ぐための資格である過適応能力を持っていない。
江口 結瞳（えぐち ゆめ）
声 - 東山奈央
本作のヒロインの1人。「リリス」と呼ばれる世界最強の夢魔で、夢魔としての力を安定させるため、「莉琉（りる）」という人格を植え付けられている。小学校高学年の少女で少々ませたところがあり、そこがかわいいと凪沙からは妹のように可愛がられている。
かつては夢魔の血筋を少し受け継いだだけの一般人だったが、突如リリスとして精神支配の力を受け継いだことで、親や友人から酷く扱われるようになり、身を守るために夢魔の力を意図せず暴走させて昏睡状態にさせてしまった。
上記の経験故に激しい自己嫌悪に陥り、自ら死ぬことさえも考えていたが、自分が死ねばリリスの力が他の者に受け継がれて自分と同じ悲劇が起きてしまうことを危惧し、レヴィアタンを制御するためにクスキエリゼに同行、ブルーエリジアムを破壊することによってレヴィアタンの中で自分ごとリリスの力を消そうとするが、古城の説得を聞き入れて夢魔の力を使い、レヴィアタンを鎮めた。
事件後は人工島管理公社の支援を受けて絃神島の名門校である天奏学館へ編入するが、助けられたときに古城が発した「俺が幸せにする」という言葉を拡大解釈しており、彼との結婚を本気で夢見ている。保護は矢瀬家が行っているが、自分を「結瞳坊」とやたら子供扱いする基樹に反感を抱いている。
絃神島が聖域条約機構の標的になった際には浅葱に協力し、レヴィアタンを操って応戦したが、リディアーヌ共々那月に捕まり、戦線を離脱させられた。アニメ版では浅葱サイドにつかず、登場しないセレスタに代わってレヴィアタンで龍脈を制御した。
絃神島が領主選争の渦に巻き込まれた際は、天奏学館を根城に領地（ドメイン）を作り奮戦する活躍を見せ、ザナが作った「契約の指輪」を受けて古城の「血の伴侶」となる件については最初は那月に止められたが、結局「三年経ったら雪菜たち同様にイチャイチャするための予約だ」と称して指輪を受け取り、12人の「血の伴侶」の1人となった。
莉琉（りる）
夢魔としての力を安定して出すために結瞳の人格の一部をコンピューターに移植した人工知能。リリスとして受け継いてきた感情のうち、憤怒・憎悪・嫉妬など人間のあらゆる負の感情も基にして作られている。本体はブルーエリジアム内に置かれていたが、レヴィアタンの騒動で浅葱にシステムをダウンさせられ、紗矢華に本体を破壊された。
藍羽 菫（あいば すみれ）
浅葱の継母。元は仙斎の運転手であるため、現在でも車を運転したがる。浅葱に厳しいわけではないが、彼女には苦手とされている。
車の加速をしても搭乗者に感じさせなかったり、上に停まっている車に仕掛けられた爆弾に気づいて交わすなど、高い運転技術を持つ。料理の腕は浅葱が認めるほどである。
藍羽 仙斎（あいば せんさい）
浅葱の父親で、絃神市の評議員を務めている。そのことから、古城が第四真祖であることや、浅葱がカインの巫女であることなどをはじめから知っていた。古城のことは浅葱の交際相手として認識しており、初めて会った際に「浅葱が望んだとき、彼女のそばにいてやって欲しい」と頼むなど、将来は藍羽家の婿養子に古城を迎えて自分の地盤を引き継がせることを望んでいる。
暁 零菜（あかつき れいな）
声 - 阿澄佳奈
第2世代の吸血鬼の少女で、瞳が青く胸が大きいこと以外は雪菜に瓜二つの容姿をしている。15歳。
正体は古城と雪菜の娘であり、時間転移術式を用いて20年後の世界から現代を訪れる。お喋りな点や他人への呼称など、零菜曰く「叔母さん」の凪沙に通じるところがあるうえ、古城の鼻血が流れやすい体質も継いでいる。
古城譲りの不死の呪いを持ち、雪菜直伝の格闘術を扱う。眷獣は雪霞狼と酷似した形状を持ち、稲妻を操って魔力無効化能力を備える“意思を持つ武器”の槍「槍の黄金（ハスタ・アウルム）」と時空を超える能力「天球の蒼（エクリプティカ・サフィルス）」など。だが、「天球の蒼」の完全な制御はできておらず、萌葱の魔術的サポートを必要とする。
20年後の世界では、古城を監視していた当時の自分のことを棚に上げて零菜の吸血行為を否定する雪菜と反発し合っているらしく、作中でも軽く悪態をついている。また、夏音のことを「かのねえ」と呼んで懐いていることが、現代での彼女と接した際の様子からうかがえる。
元々は電撃文庫公式海賊本収録の『雪菜√Before/After』『零菜ふたたび/法廷対決』とテレビアニメ版の「暁の帝国篇」に登場していたが、本編にも第二部の第16巻より登場している。なお、「暁の帝国篇」で現代を訪れた時間軸はおおよそ12月、原作第16巻で登場した時期は3月末である。
暁 萌葱（あかつき もえぎ）
声 - 津田美波
第2世代の吸血鬼の少女で、零菜を20年後の世界から送り込んだ。16歳。
正体は零菜の異母姉かつ浅葱の娘であり、他人への呼称や母似の容姿を持つ点は異母妹の零菜と同様。20年後の世界では浅葱と同じく科学者として、彼女の助手を務めている。零菜とは仲が良く、「暁の帝国編」では彼女の「天球の蒼」を魔術的にサポートしていた。「電子の女教皇」という2つ名を持つ。
零菜と同じく『雪菜√Before/After』『零菜ふたたび/法廷対決』と「暁の帝国篇」に登場していたが、本編にも第二部の第16巻より登場している。ただし、「暁の帝国篇」では父が古城であることは明言されていないうえに姓もクレジットされておらず、零菜との会話からうかがえる程度である。
マーク・宇垣（うがき）
声 - 間宮康弘
トロールの巨人族の男性で、容姿はモヒカンの肥満体。終焉教団によって領主選争が開始されると、領主の一員となって勢力を拡大しようと絃神島に帰還したばかりの古城たちを勧誘し、断られると領主の特権である領民たちの魔力を吸収して肉体を強化して襲い掛かるが、古城の眷獣にあっけなく倒された。その後、古城を兄貴分と慕うようになり、古城たちに領主選争について説明していた時に、終焉教団の襲撃を受けて重傷を負ったことで領主選争からリタイアし、古城に後を託して領主選争管理委員会が手配したMARの救護隊によって、MARの病院船に運ばれていった。

### 獅子王機関関係者
縁堂 縁（えんどう ゆかり）
声 - 井上喜久子（本来の姿） / 斉藤貴美子（仮の姿）
長命種（エルフ）の女性で、雪菜と紗矢華の師である。雪霞狼に付いた傷を見るだけで雪菜の戦法の癖を見抜き、日本本土から絃神市までの遠距離でも黒猫の姿をした使い魔や、紗矢華の姿をした式神を遠隔操作（後者は擬似的な自我を持たせての自立稼働）できるなど、相当な実力者である。
雪菜と紗矢華の師匠として非常に厳格である一方、後者に罰と称してメイド服を着させるなどの茶目っ気も持ち合わせており、古城との初対面時には使い魔を介して洒脱な口調で会話していたことから、「ニャンコ先生」や「駄猫」と呼ばれている。
雪菜の模造天使化が進行した際には、本人が絃神島を訪れて模造天使化を阻止すべく行動し、古城の肋骨の欠片を使った指輪を託す。
アヴローラの悲惨な過去を知っているため、彼女に生きる喜びを教えた古城に感謝の言葉を述べている。
“静寂破り”（ペーパーノイズ） / 緋稲 古詠（ひいな こよみ）
声 - 植田佳奈
獅子王機関の長老“三聖”の長。18歳。世襲で“閑 古詠（しずか こよみ）”の役職名を継いだ。普段は眼鏡をかけた三つ編み女子高生といった地味な容姿であるが、閑古詠として行動する時は金箔や宝石で彩った巫女装束を纏う。その際に発揮する実力はきわめて高く、“旧き世代”のヴェルディアナを圧倒するペンプトスの腕を一瞬で切断したこともある。“焔光の宴”には“采配者（ブックメーカー）”として関わり、ルール違反者に対する処罰権限を持っていた。
雪菜に古城の監視を命じた1人でもある。かつて冬佳を慕っていたため、彼女の消滅の遠因である雪菜のことを良く思っていない。学生として過ごす際には、本名の「緋稲」を名乗っている。
家系として特殊能力“静寂破り”を継いでおり、存在しないはずの時間を現実に無理矢理挿入して改変する能力を持つ。そのため、戦闘においては絶対先攻攻撃の権利を持つ者として、真祖たちにすら警戒されている。
ヴァトラーや第三真祖などに知られている一方、古城たちには「矢瀬の年上の彼女」としか認知されていない。最近では彼氏である基樹と会う機会が極端に減り、彼の友人からはすでに別れているのではと思われているが、基樹が負傷した際には菓子折りを持って見舞いに行こうとするなど、本人にその意思はない。
遠山 美和（とおやま みわ）
古城の回想内に登場。第四真祖を日本に留め、災厄を抑えるべく凪沙に取り憑いた“原初”を復活させ、交渉もしくは抹殺を試みた。MARと手を結び、ヴェルディアナの前では深森の秘書として振る舞っていた。実質的に、古城が最初に出会った獅子王機関の人物である。
羽波 唯里（はば ゆいり）
声 - 千本木彩花
本作ヒロインの1人。獅子王機関の“剣巫”。雪菜より1歳年上で、彼女のことを「ゆっきー」と呼ぶ。天涯孤独の者が多い高神の杜育ちの攻魔師の中では珍しく両親が存命しており、獅子王機関の職員として勤務している。古城の監視役候補に名前が挙がっていたが、雪霞狼を御しきれなかったこと、家族がいたことから雪菜に任務を譲る。雪菜が第四真祖の監視役を解任された際には、彼女の代役を務めた。
穏やかで人当たりが良く、古城からは獅子王機関の関係者にしてはまともな性格だと思われている。ベタな少女漫画を読むのが趣味で、周囲に男性の少ない環境で育ったことも重なり、少女漫画のような恋愛に強い憧憬を持つ。そのため、古城と雪菜の関係を非常に羨ましく思っている。
神縄湖の湖底に封印されていた“黒殻（アバロン）”封印の儀を執行するために神縄湖を来訪し、聖殲派のテロに遭遇する。その際に出会ったグレンダから懐かれた後、聖殲派による襲撃の際には助けてくれた古城に惹かれる。その後、絃神島でのタルタロス・ラプスの一件で古城に吸血された際には、まんざらでも無い様子を見せた。
その後もグレンダがアラダールに狙われた際や、領主戦争で目覚めたアヴローラを絃神島に送り届けるといった、格上の敵との戦いを強いられつつも奮戦することになる。
「吸血王（ザ・ブラッド）」の眷獣を移植されて暴走した古城を止めるために、ザナの作った「契約の指輪」を受け取り、12人の「血の伴侶」の1人となった。
武器は“六式降魔剣・改”（ローゼンカヴァリエ・プラス）”。
斐川 志緒（ひかわ しお）
声 - 本渡楓
獅子王機関の“舞威媛”。雪菜より1歳年上で、唯里とコンビを組む。紗矢華を同じ舞威媛としてライバル視しており、特に胸囲の大差から喧嘩が絶えず、雪菜と唯里がその都度仲裁役になっている。
神縄湖の湖底に封印されていた“黒殻”封印の儀を執行するために神縄湖を来訪し、聖殲派のテロに遭遇する。成り行きで行動を共にした牙城に悩み相談や戦闘で助けられたことから、かすかに好意を抱いている。
「吸血王（ザ・ブラッド）」の眷獣を移植されて暴走した古城を止めるために、ザナの作った「契約の指輪」を受け取り、12人の「血の伴侶」の1人となった。なお、古城への好意は「休日に買い物にでかけたり、手をつないだりするところからはじめたい」というレベル。とは言え、古城への「牙城と比べると凡庸な少年」という当初の認識は数々の戦いの中で覆されており、「ただの馬鹿か、本物の王」「あまりに危うく、黙って見てはいられない」と彼を支える思いを強く抱くようになっているのも事実である。
武器は“六式降魔弓・改（フライクーゲル・プラス）”プロトIII。複数の標的を一度に攻撃する「多重固定（マルチロック）」を得意とする。
闇 白奈（くらき しろな）
声 - 佐藤聡美
獅子王機関の長老“三聖”の1人。意識が2つあり、その1つは当代としてのもの、もう1つは千年単位もの昔から家系として継がれる意識で、自らをアヴローラと同様の「魔族であって魔族でなき者」と語る。自らと他者の任意の幽体離脱が可能であるうえ、髪の毛から伸びる霊糸によって数百人や数千人もの人間を完全に同期・統率して操る能力“神は女王を守り給う”（テオクラティア）を持つ。
藤坂 冬佳（ふじさか とうか）
かつての雪霞狼の使い手で、本来なら古詠の代わりに三聖となるはずだった剣巫だった。異邦の女神を信奉する呪術集団の里へ潜入し、供物となるはずだった雪菜の命を救う代償として模造天使に昇華した結果、世界から消滅した。

### 黒死皇派
クリストフ・ガルドシュ
声 - 津田英三
黒死皇派幹部の獣人。戦王領域出身の元軍人にしてナラクヴェーラ事件の首謀者。「革命運動家」を自称するが、その本性は戦いのみに価値と喜びを見い出す根っからの戦争屋気質であり、そのためにはテロルを用いることも辞さない。絃神島に密航し、ナラクヴェーラの起動コマンドを解いた浅葱を雪菜と凪沙もろとも拉致するが、拘束から脱した雪菜との戦闘で片腕を切断される。その後、ナラクヴェーラの女王に乗って戦ったが、「双角の深緋」を掌握した古城に倒された。
ゴラン・ハザーロフ
“死皇弟”の異名を持つ黒死皇派の幹部。神獣化能力を持つ上位の獣人であり、黒死皇に並んで死霊魔術を扱う数少ない獣人。4年前に第四真祖の棺を破壊すべく発掘現場を襲撃し、牙城とリアナを退けるも目覚めたアヴローラに殺される。

### アルディギア王国
ラ・フォリア・リハヴァイン
声 - 大西沙織
本作のヒロインの1人。アルディギア王国の第一王女。17歳。「フレイヤの再来」と讃えられるほどの美貌と王家由来の高い霊的資質を持つほか、本来なら大型の精霊炉が必要となる疑似聖剣“ヴェルンド・システム”を単独で発動させるなど、並の攻魔師をしのぐ実力も持つ。戦闘時は祖父の書斎から勝手に持ち出した銃剣付きの呪式銃“アラード”を使用する。
古城と雪菜の正体を知りながら彼らを初対面時から振り回す奔放な性格をしている。その一方で王族としての責任感を持ち合わせており、古城らを苦戦させたメイヤー姉妹やロウが相手でも構わず挑発するなど、度胸も座っている。蒼き魔女の迷宮篇では自身の霊媒能力のせいで動けないとわかると自身の護衛騎士団を使って事態の収拾を図る代わりに、賢生の一時釈放と制圧した魔女らから徴収した魔道書を引き取れるよう交渉するなど、したたかな一面も見せている。
年下の叔母である夏音のことは常に気にかけており、有事に備えて秘密裏に護衛を就かせているため、彼女の無事が確認されたときには素直に安堵している。
天使炎上篇では夏音を救うために迷わず古城を吸血に誘って自分の血を与え、事件解決後には雪菜と紗矢華と浅葱の前で古城にキスしたほか、蒼き魔女の迷宮篇では優麻の身体となった古城を見て「これでは（王国の）跡継ぎを作れない」旨を口にしたうえ、夏音が古城に吸血されたことを知ると自分も含めて彼に「責任」を取ってもらおうとするなど、古城には早くから好意を抱いており、雪菜と紗矢華と浅葱の存在にも寛容な態度を示しつつ本気と冗談を交えた大胆な言動が散見される。そのため、雪菜と紗矢華と浅葱には警戒され、古城にも困惑されており、那月には「腹黒王女」という蔑称を付けられている。
ザナの作った「契約の指輪」については、雪菜や夏音が天使化防止のために古城の「血の伴侶」となったことと同じく自分も限界以上に霊力を使うために必要だとして、指輪を管理していた雪菜から半ばだまし討ちで奪い取って12人の「血の伴侶」の1人となった。
著者言及
三雲は種田との対談の中で、ラ・フォリアは多面的な人物であり、王女ゆえにマキャベリ的な思想もあるため、ほかのキャラクターとは倫理観が異なると説明している。また、三雲はファンからラ・フォリアの出番を増やしてほしいという要望が寄せられているが、すべての事件に登場させてしまうと、物語上の問題点が簡単に解決してしまうため、そうはいかないと話している。
ユスティナ・カタヤ
声 - 飯田友子
アルディギア聖環騎士団所属の要撃騎士。ラ・フォリアや夏音と同様の銀髪や青い瞳を持ち、顔立ちも彼女たちと似ているが、髪は2人より短い。ラ・フォリアに命じられ、極秘裏に夏音の護衛を務める。
大の親日家だが、忍者を騎士の規範と考えたり語尾に「忍」（ニン）と付けるなど、日本文化の認識に若干ズレたところがある。戦闘時には魔術迷彩を仕込んだ白いローブをまとい、ラ・フォリアに与えられたアルディギア王族の霊気を借りる宝剣「ニダロス」を操る。剣術の腕は雪菜を上回る。
ルーカス・リハヴァイン
声 - 稲田徹
アルディギア王国の現国王で、ラ・フォリアの父親。アルディギアの全軍統帥権を持つ。アルディギア聖環騎士団から傭兵を経て、婿養子となった。ヴァイキングが故郷の文化と謳い、筋骨隆々の身体に着ける衣装もそれに倣っている。
ラ・フォリアのことを絶対に嫁へ出さないと公言するほど溺愛しており、古城のことを第四真祖らしからぬ覇気のなさやラ・フォリアから吸血したことを理由に良く思っていない。しかし大半は娘に対する親バカが目立っている。
ポリフォニア・リハヴァイン
声 - 能登麻美子
ラ・フォリアの母親でアルディギア王国王妃。夏音は異母妹にあたる。
穏やかな物腰だが、暴走しがちな夫の手綱をしっかり握っている。結婚式の直前までルーカスに身分を明かさなかった。
ガイヤルド・リハヴァイン
ラ・フォリアの祖父でアルディギア王国の先王。ポリフォニアと夏音の実父。銀髪碧眼の美形で、その容姿は子孫に遺伝している。
ミュゼットと40年以上も連れ添っていながら懲りずに浮気を繰り返しており、バレるたびに折檻されるなど、現在では王としての威厳を失っている。
ミュゼット・リハヴァイン
ラ・フォリアの祖母でアルディギア王国大后。
60歳前後ながらも20歳は若く見える美貌の持ち主で、ラ・フォリアの性格はミュゼット譲りである。ガイヤルドの歴代の浮気相手にはことごとく制裁を下してきたが、夏音の母・琴音にはかつて命を救われた恩があり、夏音自身に対しても直接対面してその人柄を高く評価し、自分たちの家族として認めている。
ロンド・リハヴァイン、パッサカリア・リハヴァイン
ラ・フォリアの双子の妹たち。年齢は小学生の辺りである。
未来視や千里眼のような霊能力を備えており、古城がアルディギアから帰国する直前、雫梨と電話越しに話していた古城に「雫梨を護って」「吸血王に気をつけて」と警告を発した。

### メイガスクラフト関係者
叶瀬 賢生（かなせ けんせい）
声 - 青山穣
夏音の養父（血縁上は伯父）にして、メイガスクラフトに勤める元アルディギア王宮宮廷魔導技師。悲惨な半生を送ってきた夏音には、より高次元の存在となることが幸せであると考え、彼女を「模造天使」へ変えようと目論んだが、古城たちの妨害を受けて失敗する。
事件解決後は人工島管理公社の監察下に置かれており、監獄結界の一件ではラ・フォリアと公社の取引により一時釈放され、古城たちを監獄結界内へ送り込む任務に就く。その後も公社が保有するセーフハウスに軟禁されていたが、天塚の襲撃を受けて意識不明の重体へ陥る。夏音に対しては強い愛情を持っており、天塚に重傷を負わされたときは彼女への懺悔を覗かせている。後に模造天使化が進行する雪菜の検査を縁に依頼された際には、「古城に思いを寄せる娘」を持つ者同士として意気投合している。
ベアトリス・バスラー
声 - 新井里美
メイガスクラフトに雇われた美貌の女吸血鬼で、第三真祖の「混沌の皇女」の末裔でもある。ロウからはBBと呼ばれる。気だるげな態度で、相手を「メス豚」など汚い言葉で罵倒する。
眷獣は、先端が触手のように分解して敵を襲う長槍「蛇紅羅（ジャグラ）」。“意志を持つ武器”であり初戦は雪菜を圧倒したが、再戦時にはベアトリスと蛇紅羅の連携の悪さを突かれ、雪菜に簡単にあしらわれる。
ロウ・キリシマ
声 - 早志勇紀
メイガスクラフトに雇われた飛行機パイロットで、正体は漆黒の毛並みを持つ獣人である。

### LCO
仙都木 優麻（とこよぎ ゆうま）
声 - 内山夕実
本作のヒロインの1人。古城の10年来の幼馴染。ボーイッシュなボク少女。波朧院フェスタの見物に絃神島を訪れる。
実は仙都木 阿夜が自身の脱獄のために単為生殖によって生み出した複製体であり、肉体の成長を制御され6歳の外見で誕生した（つまり実年齢は10歳）。母の目論見のためだけに生きることを定められていたが、古城と凪沙に偶然出会い一緒に遊んだ思い出を持ち、それを唯一自分の持ち物であると大切にしている。また、自身も空間制御能力を持つ魔女であり、オリジナルである阿夜と同様に魔導書の複製と記載も可能である。
母の起こした事件が解決した後、自分が魔女になる際に結んだ「阿夜を監獄結界から解放する」という契約を合法的に履行するため、攻魔官としてLCOの残党を追っている。
領主選争の際には契約の関係で終焉教団とは表立って対峙できず、人工島管理公社の主要メンバーを安全な場所に逃したり、斥候役を努めたりしていた。キイの策略によって「吸血王」の黒い眷獣を移植された古城の暴走を止めるべく他のヒロインたちと共に活躍。
その後、ラ・フォリアがザナの作った「契約の指輪」の話をするのを聞きつけ、「余ってるならいただいておこうか」というノリで指輪を入手。12人の古城の「血の伴侶」の1人となった。
蒼（ル・ブルー）
優麻に貸与されていた阿夜の“守護者”。青い甲冑を身にまとった顔のない騎士。

仙都木 阿夜（とこよぎ あや）
声 - 高橋美佳子
優麻の母親にして、LCOを統べる“書記（ノタリア）の魔女”。魔術や魔族の存在そのものを疑問視し、闇誓書で世界の書き換えを行おうと目論む。“書記の魔女”の異名通り魔導書を複製することができ、魔導書の中身は勿論、魔導書が持っている能力・魔性・呪いを完璧に複製し、例え魔導書本体が物理的に廃却されても、内容さえ覚えていれば彩海学園の校舎の壁面をページ代わりにするなどして復元が可能。
狡猾かつ残忍な性格で、自分の組織であるLCOや同じ脱獄囚、「娘」である優麻でさえ「人形」と称して使い捨て、躊躇なく切り捨てる。その一方で、那月とは同じ魔女として唯一心を許した友人であったが、魔女を蔑む人間や世界への考えの違いから決別、以来那月には憎悪と友情の混じった複雑な感情を持ち、脱獄の際にも彼女の時間を奪うのみで最後まで戦うことは避けようとしていた。
影（ル・オンブル）
元々の阿夜の“守護者”。支配権を無理やり奪い返された優麻の“蒼”が変質した姿。漆黒の鎧を纏う顔のない騎士。

メイヤー姉妹
声 - 櫻井浩美（エマ）、浅倉杏美（オクタヴィア）
黒いドレスを纏う姉のエマ・メイヤー、赤いドレスを纏う妹のオクタヴィア・メイヤーの非血縁の姉妹。LCO第一隊“哲学（フィロソフィ）”に所属する北海帝国出身の魔女。どちらも残虐な性格であるが、エマは当初から歪んだプライドの持ち主だったオクタヴィアにそそのかされ、それまで真面目だった性格が魔導書による精神汚染を受けて現在の性格になった。
那月や阿夜など優れた魔女が老化しない一方、メイヤー姉妹は老化が進んでいるなど魔女としての才能は低く、それを指摘されると逆上し冷静さを失う。
北欧のある森林を消し去り、周辺の町を全滅させた事件「アッシュダウンの惨劇」の首謀者。森林を無数の木の蔦で構成される守護者に変えることで、ほぼ無限に使役できる。絃神島へ潜入した時に紗矢華とラ・フォリアを苦戦させるが、前述の仕組みを見抜いた紗矢華の呪術攻撃で守護者を無力化されて敗北し、特区警備隊に捕縛される。
テレビアニメ版では、古城たちに追い詰められた阿夜によって監獄結界の脱獄囚が再復活させられた際にメイヤー姉妹も再復活させられるが、全員とも特撮作品における再生怪人に例えられながら一蹴された。
真賀斎 禍子（まがとき かこ）
声 - 田中理恵
LCOの残党でｍLCO第五隊“科学（サイエンス）”に所属していた大司書“逢魔の魔女”。“吸血王”からの依頼を受けて、彼から提供された飛躍した技術を元に古城をイロワーズの生存者達を保護していた異空間の中へと陥れた。

### 監獄結界の脱獄囚
キリガ・ギリカ
声 - 保村真
炎精霊を自身に宿らせて使役する精霊召喚士の老人。6年前にテロ未遂で逮捕され、監獄結界に収監されていた。脱獄防止機構を解除するべく無力化した那月へ襲いかかるが、同行していた浅葱によって特区警備隊やアスタルテの待機所に誘い出され敗北し、監獄結界へ再収監される。
ジリオラ・ギラルティ
声 - 日笠陽子
”混沌の皇女”の系統に連なる、”旧き世代”の吸血鬼。高級娼婦として知られていたが、様々な犯罪に手を染めていたことが発覚し逮捕される。当初は欧州の監獄に収監されていたが、眷獣の能力で囚人や看守を支配下に置いたため、那月によって監獄結界へ幽閉される。キリガに続いて現れ、支配下にした特区警備隊にアスタルテを攻撃させて戦闘不能へ追い込むが、その直後に脱獄囚狩りに来たヴァトラーにより倒され、監獄結界へ再収監される。
眷獣は、精神支配の力を持つ鞭「ロサ・ゾンビメイカー」と、無数の真紅の蜂の群れ「毒針たち（アグイホン）」。
ブルード・ダンブルグラフ
声 - 浜田賢二
西欧教会に雇われていた元傭兵。龍殺しの一族の末裔であり、生身で眷獣を斬り伏せるなど、非常に高い戦闘力を持つ。
ヴァトラーとの戦いで当初は彼を追い詰めるも、自分の力に溺れて単純に力を振るい知略を捨てたため、合成眷獣に対処できず敗北し、監獄結界へ再収監される。
領主選争では那月の意向で一時釈放され、終焉教団に与する龍族であるクレードを狩ろうと挑むも返り討ちに遭う。彼の言葉では、龍族はこの世界への侵略を狙っており、現存する龍はその斥候だという。
シュトラ・D
声 - 村田太志
米大陸の高地で生き残っていた「天部」の末裔で、背中に発生させた副腕から風の刃を放つ能力を持つ。自分にとって利用価値のない者は容赦なく切り捨てる性格。紗矢華との戦いで敗北し、阿夜に利用されていたことを知らされて激昂するも闇誓書によって力を奪われ、「影」で切り刻まれる。
テレビアニメ版では紗矢華に負けた時点で監獄結界へ再収監されたため、阿夜に力を奪われていない。
領主選争では那月の意向で一時釈放され、裏切者であるシャフリヤルを襲撃するも返り討ちに遭う。「死都」にこもる天部の士族たちについては「生きる屍みてえなクソども」だと語り、浅葱にシャフリヤルを倒してくれるよう託す。
シルクハットの紳士
声 - 柳田淳一
本名不明の魔導師。他の囚人と同様に阿夜に便乗して脱獄した直後、脱獄防止システムの健在を確認しようと目論んだシュトラの不意討ちを受け、再収監される。

### 錬金術師
ニーナ・アデラード
声 - 中原麻衣
錬金術で不老不死となった唯一の女性。“賢者（ワイズマン）”の創造に関わった錬金術師の1人であり、その封印時に復活を阻止する監視役として意識を“錬核（ハードコア）”と呼ばれる一種の記憶媒体に移し、肉体を“賢者の霊血”とすることで270年以上も生き長らえてきた。東洋的な容姿をしており、原作では黒髪であるが、テレビアニメ版では金髪となっている。
5年前には絃神島で霊力の高い孤児を保護するための孤児院を開いており、当時からの知り合いである夏音には「院長様」と呼ばれている。天塚が孤児院を襲撃して以降は叶瀬賢生の偽装で彫刻に姿を変えて休眠していたが、“賢者”を蘇らせようとした天塚によって強制的に覚醒させられ、霊血の大半を奪われてしまう。その場面に居合わせて重傷を負った浅葱を治療し、彼女の身体を借りて天塚を追うべく古城と行動を共にした。
“賢者”が倒された後はわずかに残った霊血で小型の身体を造り、那月の下で夏音と一緒に暮らすこととなった。小規模ながら現代でも錬金術を使えるが、今の時代にそぐわないものが多い。攻撃手段として自らを砲身とした荷電粒子砲を用いるが、小さくなった身体では力不足のため、夏音から霊力を借りている。
天塚 汞（あまつか こう）
声 - 梶裕貴
“賢者”を復活させるために行動していた奇術師姿の錬金術師。物質錬成能力であらゆる物質を金属に変えることができ、“賢者の霊血”を鋭い刃物とすることであらゆる金属を切り裂く。最初から近づく目的でニーナの弟子となり、5年前に孤児院を破壊してニーナと夏音以外の関係者を殺害した。半身を“賢者の霊血”で構成しているうえ、ニーナの“錬核”の劣化コピーとでもいうべき代物である“偽錬核（ダミーコア）”に意識を分割して記録させることで、複数の肉体を同時に使役して活動できる。
人間としての身体を取り戻すべく“賢者”に協力していたが、正体は“賢者”が創造した「元人間だと思い込まされた人造生命体」。
“賢者”（ワイズマン）
声 - 武虎
錬金術師が神を創り出そうとして生み出した、“完全な人間”と称される存在。創造自体は成功するが、“完全”であり過ぎたために己以外のすべてを必要とせず、他の生物が自分より“完全”な存在に進化することを恐れ、己以外のすべてを滅ぼすために行動する。口から荷電粒子砲を放つ。

### 第四真祖
アヴローラ・フロレスティーナ
声 - 石原夏織
“焔光の夜伯”（カレイドブラッド）と呼ばれる先代の第四真祖の1人。虹色の髪に焔光の瞳をした少女。遺体は現在までMARによって「眠り姫」という計画で秘匿され、保管されていた。「十二番目の“焔光の夜伯”」と称され、牙城たちに「十二番目の妖精の柩」として発掘された時には数字しか示すものが存在せず名前も無かったが、リアナによって「フロレスタン王の娘オーロラ」の意味を持つ名を付けられた。
正体は“原初のアヴローラ”の監視者として共に封印されていた“妖姫の蒼氷”の器「十二番目（ドゥデカトス）」。ヴェルディアナの手で覚醒し、彼女と古城に保護された。口調は尊大で抽象的な表現を用いて話すが、非常に臆病で無邪気な性格。“原初”を倒す際にその魂を取り込んだ自身の肉体を古城に殺させ、それと同時に“原初”復活の儀式の余波でアヴローラに関する記憶は、関係者たちの間から忘れ去られることとなった。
しかし、魂が消滅する寸前に凪沙の能力により彼女の中につなぎ止められ、時折肉体の主導権を奪っては表出し、眷獣の力を行使していた。眷獣の魔力は保管されている遺体によって賄われていたが、その枯渇に伴い凪沙の命をも脅かす結果となる。最終的には六番目の助力で凪沙から分離し、六番目の肉体を譲り受けた。
その後はブルエリに置かれたMARの研究室で魔力が回復しないまま眠りについていたが、領主選争の最中に目覚め、深森の手で逃がされ古城と再会を果たす。ケノンとの戦いに苦戦する古城を救うために眷獣の封印を解き消滅しかけたが、寸前で古城によって第四真祖の能力を上書きされ、再び消滅を免れた。
異境での最終決戦では、シャフリヤル・レンの手で操られ、十二体の眷獣を同時に召喚させられて肉体が崩壊しかかる。しかし、ザナが作った指輪に崩壊しかかった彼女の肉体からこぼれた血が反応し、古城が復活。その際に、全ての眷獣を古城に譲り渡した。そして、古城に指輪をはめられたことで古城の12人の「血の伴侶」の1人となり、今度こそ「真祖から魔力をもらっているただの吸血鬼」な身体になり、平穏な日々を送れるようになった。
なお、アヴローラ以外の眷獣の器たちはそれぞれ違う組織の管理下にあったが、ジャーダの下にいた六番目と十番目以外は“原初”が復活する際に皆吸収されている。
一番目（ブローテ）
“神羊の金剛”の器。ザハリアスの管理下に置かれており、彼に肋骨を奪われていた。
三番目（トリトス）、四番目（テタルトス）、五番目（ペンプトス）
それぞれ“龍蛇の水銀”、“甲殻の銀霧”、“獅子の黄金”の器。ヴァトラーによって絃神島に解き放たれており、古城とアヴローラ、“原初”との戦いでは凪沙のために古城たちに手を貸した。
九番目（エナトス）
“双角の深緋”の器。古城がアヴローラの次に会った“焔光の夜伯”。“原初”に取り込まれたが、古城にアイスクリームを食べさせてもらった恩を返すため、“原初”に反抗した。
六番目（ヘクトス）
声 - 小原好美
“冥姫の虹炎”の器。ジャーダの下で保護されており、混沌界域の内乱鎮圧に助力したヴァトラーの元へジャーダからの“贈り物”として、絃神島を訪れた。
他の封印体と異なり「生きること」を望んでいたアヴローラの願いを叶えるべく、“聖殲”発動の折に雪菜に眷獣を託し、自らの肉体をアヴローラのために空け渡し魂を古城に食らわせ消滅した。
十番目（デカトス）
“磨羯の水晶”の器。#タルタロス・ラプスを参照。
“原初（ルート）”
初代第四真祖を操ってカインを殺害するための人工の“呪われた魂”（プログラム）であり、伝説に伝えられる「支配を望まず、人の血を啜り、殺戮し、破壊する冷酷非情な吸血鬼」のことである。“原初”に意識を乗っ取られた者は、制御不能の怪物となる。
監視者であるアヴローラと共に遺跡へ封印されていたが、黒死皇派襲撃事件の際に凪沙に憑依するという形で不完全ながら復活した。自身の力を分割する形で封じていた“焔光の夜伯”たちを数体吸収して本来の力を取り戻しかけるが、古城とアヴローラ、支配下に置いたはずの眷獣たちの反撃により、アヴローラの肉体に封じ込められたうえで完全に生命を断たれた。
その後アヴローラの遺体はMARが回収・保管していたが、彼女自身の眷獣の力で凍結されたままで何のデータ採取もできず、後に研究所を訪れた六番目により粉々に破壊された。
ミゼン（零）・カレイドブラッド
グレンダに秘められていたカインの記憶から、明らかにされた初代第四真祖。元々はカインに対する監視者であったが、監視中にカインの唯一の友となる。その関係を危ぶんだ“天部”によって“原初”という呪いをかけられた結果、カインを殺害してしまう。それをきっかけに“天部”へ反旗を翻すも封印され、十二体の器に分割されたと語られている。
しかし、真相は死にかけていたところをカインに拾われて育てられた人間の少年ミゼン・カレイドブラッドを、“天部”たちが裏切者のカインを殺害する為に意趣返しも込めてミゼンの肉体をベースに第四真祖を生み出したが、カインと初代第四真祖ミゼンはそれを利用して計画通りにわざとカインを殺すことで、人工島センラの眷獣弾頭を封印した。更に、人類の技術が発達しカインが擬似人格として復活し眷獣弾頭の依代たちを救う準備が整うまで、第四真祖の復活を阻止する為に終焉教団を作り出し、自身をバラバラに引き裂いて十二体の星の眷獣をアヴローラを含めた十二人の人工吸血鬼の少女たちに託すというカインにとっても想定外の出来事を行ったことが、最終決戦で判明する。

### 太史局
妃崎 霧葉（きさき きりは）
声 - 藤井ゆきよ
太史局の攻魔師で、“六刃（りくじん）”と称される黒髪の少女。“六刃”は獅子王機関の剣巫と源流が同じであるため、雪菜が習得している“八雷神法（やくさのいかづちのほう）”と同じ戦闘技法を扱う。綺麗だが常に拗ねたような眼をしているうえに冷静に見えるが好戦的で、後述の事件以降は古城のことを気に入り、性的なそぶりも交えながらよくからかう。好物はガトーショコラ。
久須木や結瞳を利用してレヴィアタンを操り、太史局からの任務である浅葱の抹殺を遂行しようと行動していたが、紗矢華に対人戦闘の経験の差から敗北して古城たちにレヴィアタンを鎮められ、失敗に終わる。凪沙が獅子王機関に身柄を拘束された際には、機関に対する先の事件の意趣返しとして古城たちに情報を流し、彼らを支援する。
雪菜たちが龍族（クレード）と戦ったという情報により絃神島に再度やってくることになる。「吸血王（ザ・ブラッド）」の眷獣を移植されて暴走した古城を止めるため集められた一員に入ることになり、ザナの作った「契約の指輪」を受け取り、12人の古城の「血の伴侶」の1人となった。その場の勢いと紗矢華たち獅子王機関のメンバーへの当てつけが半分だったとは言え、本人としては決してまんざらでもないようだ。
荒島早海（あらしま さみ）
声 - 長谷川育美
太史局の魔導技師で、霧葉の相棒でもある。美人で明るく人当りもいいが、自分の興味がある話題の時だけやたら饒舌で話が回りくどくなるのが欠点だと霧葉に評されている。
霧葉に手渡されたザナが用意した「契約の指輪」の一つを分析し、霧葉とその場にいた獅子王機関の紗矢華たちに「契約の指輪」の分析結果を説明した後、“吸血王”の眷獣の制御に成功した古城の「血の伴侶」になることを勧めるが、日本政府がMARとの停戦交渉に応じるとの知らせを受け取ると提案を撤回する。

### アメリカ連合国（CSA）
アンジェリカ・ハーミダ
CSA陸軍特殊部隊「ゼンフォース」の中隊長。階級は少佐。アンデス連邦の内戦で2千人近いゲリラを殺害したことから、「血塗れアンジェリカ」の異名で呼ばれる。
任務遂行のために合理的で無駄な感情を排除した性格。全身を機械化した「魔義化歩兵（ソーサリスソルジャー）」であり、左手に不可視の刃を放つ「斬首の左手」、右手には触れたものを自分の肉体の一部として取り込む「抱擁の右手」、そして体内には未来予知を行う魔具を仕込んでいる。
ブイエ、マティス、ボーランド
ゼンフォースの構成員たち。アンジェリカと同様に魔義化歩兵である。ブイエとマティスは接近戦闘を、ボーランドは狙撃を担当する。マティスとボーランドはジャガンによって殺害され、ブイエは下半身を切断されたアンジェリカへ肉体を差し出した。

### 暁家
暁 牙城（あかつき がじょう）
声 - 加瀬康之
古城と凪沙の父にして深森の夫。「聖殲」を専門的に研究している考古学者で、数々の危険な遺跡から単独で生還したことにより「死都帰り」の異名が付いた。
生来の特殊能力は持たないが、洞察力と経験から上位の獣人と戦っても生還するほど戦闘力は高く、古城が相手でも（第四真祖としての本気を出していないとはいえ）軽くねじ伏せる。
4年前の事件以降は古城たちと離れて暮らしていたが、冬休みに凪沙を連れて帰省しようと、絃神島を来訪する。娘の凪沙のことは溺愛するが、息子の古城にはぞんざいな態度を取るため、古城から「クソ親父」と疎まれている。古城と同様に女性から好かれて親しくなることが多いため、毎回深森を不機嫌にさせている。
実は焔光の宴により古城と凪沙に関する記憶の大半を失っており、現在はそれを悟らせないための演技をしている。
肉体は20年ほど前に遺跡「死都」を調査した際の事故でそこに半分だけ残ったままとなり、「こちら側」に存在しているようで存在していないという、曖昧なものになっている。その特性ゆえに物理的拘束を任意で透過できるほか、応用で「死都」に保管してある武器を自在に取り出すことが可能になっている。
暁の帝国発足以降は、咎の方舟（カインズアーク）の調査のために絃神島に住んでいる。
暁 深森（あかつき みもり）
声 - 小林沙苗
古城と凪沙の母にして牙城の妻。MAR医療部門の主任研究員。臨床魔導医師の資格を持ち、医療系の接触感応能力を用いた診療の腕は確かである一方、研究所のゲストハウスを私物化して散らかしたまま1週間近く寝泊りしたり、堂々と同性へのセクハラ行為に及ぶなど、性格や生活能力に問題を抱えている。第四真祖であることが深森にばれると解剖されかねないという懸念を抱える古城の心情を原初発掘の時点から把握しており、彼の前では知らないふりをしている。
「焔光の宴」以降は牙城と共に子供たちとアヴローラを救うべく、当人たちにも気づかれないよう密かに動いていた。
牙城とは10歳以上の年齢差があり、16歳前後で古城を出産している。古城の鼻血が流れやすい体質が深森から引き継がれている。また、自分は夫のことを「牙城くん」と呼んでいる。
暁 緋紗乃（あかつき ひさの）
声 - 小宮和枝
牙城の母にして古城と凪沙の父方の祖母。普段は神緒多神社の巫司（）をしており、自称モグリの攻魔師だが、何度も魔導災害鎮圧に協力している実績から、獅子王機関の上層部にも強い影響力を持つ。深森とは不仲である。

### 戦王領域
キイ・ジュランバラーダ
声 - 子安武人
第一真祖“忘却の戦王”（ロストウォーロード）。
東欧の世界最古の夜の帝国「戦王領域」を支配する真祖、190cmを超える長身に細身ながら筋肉質の体をしたスポーツマンか軍人のような印象を持つ、20代半ばの外見の男性。72体の眷獣を従える吸血鬼の覇王。現在の世界における機構の1つである聖域条約の立役者で、公的に知られる3人の真祖の中で「最も危険で謎めいた存在」として畏怖されている。自身の血族の吸血鬼は「D種」と呼ばれるが、この呼び名は広義では他の血族のものもまとめて「吸血鬼全般」を指して用いられる。一般人が持つ「吸血鬼のイメージ」に最も近い血族である。
アルディギアのテロ終結後、配下の目を盗んでザナを伴って絃神島へ向かい、領主選争に参加する。結瞳の率いる天奏学館のドメインに参加し「領主選争のバカ騒ぎ」を楽しみつつ、古城に「吸血王」ケノンと終焉教団の目的が「焔光の宴」の再現であることを伝えた。そして、古城がアヴローラを救うために第四真祖としての力を彼女に返した際は、お楽しみ半分でこっそり入手し保存していた「吸血王」の黒い眷獣を彼に移植し、その暴走を止める手段として12人の「血の伴侶」を作ることを提案。雪菜たちヒロインの古城争奪戦に思わぬ波紋をもたらすことになる。
身に宿す眷獣の一つは、巨大な狼「幻月狼（バーヘリオン）」。天部の城塞「死都」をもひと齧りで破壊してしまうほどの力を持つ。
ザナ・ラシュカ
声 - 種﨑敦美
キイの「血の従者」。神格振動波駆動術式が刻まれたメリケンサックを得物としており、眷獣と殴り合えるほどの実力を持つ。古城がアヴローラに第四真祖の眷獣を全て譲渡した際は、口づけの形で「吸血王」の眷獣を無理やり喰らわせ、さらに古城の身体から「血の伴侶」に与えるための指輪を11人分作り出した。
ディミトリエ・ヴァトラー
声 - 小野友樹
戦王領域を構成する自治領の1つ「アルデアル公国」の君主にして、第一真祖の臣下。外見は20代前半の青年であるが、“旧き世代”の吸血鬼ゆえ、実年齢は不明。これまでに“長老”を2人喰っているため、真祖に最も近い存在と評されており、同属喰らいの戦闘狂として欧州の魔族たちから恐れられている。
先代の第四真祖であるアヴローラの血に惚れ込み、それを継いだ古城に何かにつけては迫ることに加え、強者と戦えるなら周囲がどんな迷惑を被ろうともまったく気にかけない性格で、古城たちにはうとましく思われている。
ナラクヴェーラと戦いたいために黒死皇派と手を組み、特使として絃神島を訪れる。事件後も所有する豪華客船「オシアナス・グレイヴII」や島内に設置した大使館に居座り、地位と治外法権を後ろ盾としてあらゆる事件に介入している。
絃神島が聖域条約機構の攻撃対象になった状況を利用し、浅葱の協力を得ながら古城と最後の戦いに臨むも敗れる。その後、トビアスとキラの助けを借りながら次なる敵を求め、「異境」へ旅立っていった。その「異境」での最終決戦では、美味しいところをいただくように古城たちの前に現れ、シャフリヤル・レンの操るドラゴンソンビを圧倒した。事件解決後は、更なる異世界である「東の地（エルセ）」へ「最高の強敵」に出会うことを求めて、クレードを道案内にして旅立った。
「蛇遣い」の異名を持ち、身に宿す9体の眷獣のうち判明済みのものは、すべて蛇の姿をとる。荒ぶる海のような黒蛇「摩那斯（マナシ）」、凍り付いた水面のような青い蛇「優鉢羅（ウハツラ）」、瞳からの閃光で焼き払う緑色の蛇「徳叉迦（タクシャカ）」、超高圧水流で構成された海蛇「娑伽羅（シャカラ）」、鋼の刃で覆われた蛇「跋難陀（バツナンダ）」のほか、名称が不明な金色の蛇や何千もの蛇で構成された蛇の渦など。眷獣同士は合体させることが可能で、合成眷獣は真祖クラスの眷獣に匹敵する。また、肉体を蛇の獣人に変える変身能力を持つ。
トビアス・ジャガン
声 - 柳田淳一
ヴァトラーの側近を務める貴族の吸血鬼。他人に鋭利な刃物を連想させるような風貌で、見た目は10代の少年であるが、“旧き世代”であるため、実年齢は200を超える。
古城の護衛をヴァトラーに命令され、彩海学園へ転入する。ヴァトラーを尊敬する一方、古城に対しては冷たく彼を好ましく思っていない（キラ曰く「ヴァトラーが古城を気にかけていることに嫉妬している」）。
精神干渉能力を持つ「魔眼（ウェジェト）」のほか、猛禽の姿をした炎「妖撃の暴王（イルリヒト）」や類人猿の姿をした鋼鉄のゴーレム「崩撃の鋼王（アルラウト）」などの眷獣を操る。ヴァトラーが古城に敗れた後、「異境」へ共に旅立っていった。
キラ・レーデベデフ・ヴォルティズロワ
声 - 松岡禎丞
ヴァトラーの側近を務める貴族の吸血鬼。外見は10代の少年であるが、ヴァトラーやジャガン同様“旧き世代”であり、実年齢は不明。柔和な外見と裏腹に、親族内で争いが起きた際には固有堆積時間で自身を上回る叔父たちを皆殺しにした武闘派である。
ジャガンと同じく古城の護衛として彩海学園へ転入するが、ジャガンと違って古城に対して尊敬と好意を抱いている。ヴァトラーの奔放な振る舞いに振り回されているが、ヴァトラー本人はそれを楽しんでいる。ヴァトラーが古城に敗れた後、「異境」へ共に旅立っていった。
眷獣は溶岩の肉体を持って溶岩の糸を張れる蜘蛛「炎網回廊（ネフィラ・イグニス）」と、宿主の身体を影に変えて他人に擬態する「幻網影楼（ディオニカ・ノクス）」があり、これによってヴァトラーの影武者を演じることもある。
オシアナス・ガールズ
声 - 石上静香（ヴィクトリア）、荒浪和沙（マルーシャ）、大西沙織（ラナ）、三宅麻理恵（ヴァレリア）、橋本ちなみ（ミスリナ）
戦王領域周辺諸国の王族や重臣を父に持ち、彼らからヴァトラーへ人質として献上された女性5人組。年齢は10代前半から20代程度で、人種もそれぞれ異なり、基本的には各イメージカラーに沿った衣装を着用して行動する。最年長らしい金髪がヴィクトリア・カーマインことヴィカ（赤）、黒の長髪の娘がマルーシャ・スィーニー（青）、褐色肌でツインテールがラナ・ジョーヌ（黄）、茶髪の娘がミスリナ・カンドーレ（白）、黒髪でショートの娘がヴァレリア・ネーラ（黒）である。
ヴァトラーから人質としての認識はともかく性的な興味は持たれていないため、オシアナス・ガールズと称してネットアイドル紛いの活動を行うなどほぼ自由に振る舞える状態であり、武装して古城に助太刀することもある。
自分たちを売り捨てた祖国への仕返しやヴァトラーへの下剋上として、第四真祖である古城の子種や彼の「血の従者」の座を得ようと目論んでいる。そのため、オシアナス・グレイヴIIでは大浴場に入浴中の古城の前へ自分たちも彼と同様の姿で平然と現れたうえ、前述の目論見を告白して肉体関係を迫っている。その場は偶然居合わせた浅葱のことを「肉体関係を持つ先客」と見なして引き下がったものの、肉体関係についてはあきらめておらず、後にキラやジャガンと共に短期留学生の名目で彩海学園へ転入する。
見かけによらず相当戦闘慣れしており、銃火器を持ち出してはたびたび古城たちのバックアップを行っている。
当初はモブキャラクター扱いで、本編でも個別の紹介はなかったが、OVA第2期において全員のフルネームが明かされた。なお、彩海学園へ転入する展開はカットされている。
絃神島が聖域条約機構の攻撃対象になった際には、ヴァトラー側についた結瞳の護衛として戦闘用バニースーツ姿で参戦。だが、ラ・フォリアに煽られた紗矢華の技により一瞬にして沈黙させられてしまった。その後、彼女らの消息は描かれていない。OVA第3期においては、古城とアラダールの決闘で司会進行役を努めた場面を最後に、やはり登場していない。
なお、ヴィカはラ・フォリアとも知り合いであり、ラ・フォリアからは生娘が戦争ごっこをやっていると煽られていた。このとき、年齢が19歳であることが明らかとなっている。
リアナ・カルアナ
戦王領域出身の貴族の女性。4年前に日本政府と戦王領域共同による「十二番目の妖精の柩」の発掘に、牙城と共に護衛役として参加していた。ハザーロフの襲撃から「十二番目の妖精の柩」と古城と凪沙を命がけで守るが、死亡した。
ヴェルディアナ・カルアナ
リアナの妹。“旧き世代”であるが、年齢は100歳未満で“旧き世代”の中では少女の部類に入り、戦い方もほぼ素人同然である。ザハリアスに奪われた領地を取り戻すべく、1年前に「柩の鍵」をたずさえて絃神島へ入り、アヴローラを復活させて“焔光の宴”に参加しようと目論んだ。皆殺しにされた家族の復讐を果たすべく自身の崩壊にも構わず行動するが、古城とアヴローラを“原初”のもとへ送る際に力尽き、霧と化した。アヴローラの死後、矢瀬が霧をかき集めたことによって身体を再構築するが、“原初”による記憶搾取で本来の姿よりも幼くなり、第四真祖に根ざす家族と復讐の記憶を失っている。
眷獣は炎の息を吐くケルベロス「ガングレト」と、氷の息を吐くオルトロス「ガングレティ」。
ヴェレシュ・アラダール
声 - 古川慎
戦王領域帝国評議会議長で、ヴァトラーと並ぶ力を持つ実力者。「焔光の宴」を起こそうとするヴァトラーに呼ばれ、絃神島を訪れる。神縄湖での事件後、グレンダを聖域条約機構の名のもとに「重大な脅威」と認定し、その身柄を巡って古城と決闘を行うことになる。アニメにおいては設定が異なる。
眷獣は闇色の大剣「暴食者（グーラ）」など、七つの大罪の名を持つ7種の刀剣類。

### 滅びの王朝
アスワドグール・アズィーズ
声 - 伊藤静
“第二真祖”滅びの瞳（フォーゲイザー）。
中東の夜の帝国「滅びの王朝」の皇帝の真祖。太古に絶滅した恐竜達の亡霊を召喚する群体型の眷獣を従える。公的に知られる3名の真祖の中でも最も謎が多く、自分の血族の貴族であっても正体を知る者はほとんどいない。自分の血族の吸血鬼はG種と呼ばれるが、現状ではG種固有の能力は不明。
美しいものを愛で醜いものを嫌う気質の持ち主で、性別にも頓着しない浮世離れしている。世間には男性として認知されているが、領主選争参加のため絃神島に現れた際には紫色の髪の美少女の姿をとり、やや片言の女性語を用いていた。その性質を知るキイからは「引きこもりのカマ野郎」と呼ばれている。中東を拠点としているためか、カレーを好む。
イブリスベール・アズィーズ
声 - 田村睦心
第二真祖直系の第二世代の吸血鬼である第九王子。「滅びの王朝」のコーカサス地方を中心とした北方八州を統べる。外見は黒髪と褐色の肌、金色の瞳を有する10代前半の少年であるが、数百年は生きている。王族らしい尊大な態度をとるが、そんな自分を恐れず媚びへつらわない者に対しては、種族を問わず寛大に接する。浅葱の影響でラーメンを好み、絃神島滞在中は頻繁にラーメン屋を訪れている。
第二真祖の血族で真祖に匹敵する力を持つと言われており、焔光の宴では“七番目”と“十一番目”の焔光の夜伯を所有していたが、ザハリアスの襲撃を受けて奪取された。その後、ザハリアスを手引きした姉に復讐して喰らい、力を蓄えた。聖殲派の動きの活性化により日本へ来訪すると、そこで出会った浅葱たちと知己を交わす。
眷獣は固有の黄金のジャッカルの姿をした「ドゥアムトエフ」、竜巻を操る黄金のハヤブサの姿をした「ケベフセヌエフ」の他、姉から奪った「雷酸の王蛇（メルセゲル）」などを持つ。

### 混沌界域
ジャーダ・ククルカン
声 - 川澄綾子
“第三真祖”混沌の皇女（ケイオスブライド）。
中央アメリカの夜の帝国「混沌界域」を支配する。27体の眷獣を従え、ジャガーをはじめとした無数の化身へ姿を変えられる。外見は宝石のような淡い緑の髪に深い湖のような翡翠の瞳を持つ少女だが、豹を思わせる印象を漂わせる。吸血鬼の真祖ではあるものの獣人の属性も帯びており、眷獣を使わなくても雪菜を軽々とあしらうほど高い身体能力を持つ。
性格は計算高いが茶目っ気もあり、人間臭いところがある。混沌界域では普段から帝国内の視察と称して歩き回り、相手が誰であっても気さくに話しかけるため、住民から熱狂的な支持を得ている。
配下の眷獣は、雷雲や噴火など自然現象を模した姿や骸骨といった生物離れした姿を持つ。
絃神島へアヴローラの姿で侵入し、古城の記憶を取り戻させるためにMARを襲撃した後、古城にすべての記憶を取り戻すよう示唆して去った。
この血族の吸血鬼はT種と呼ばれ、槍や鞭などの姿をした“意思を持つ武器（インテリジェント・ウェポン）”の眷獣を従えていることが多く、ジャーダ本人は血族を娘と呼んでいる。
セレスタ・シアーテ
古代都市「シアーテ」から来た、15歳の少女。混沌界域に向かったヴァトラーから、箱詰めにされた仮死状態で古城のもとへ送られてきた。容姿端麗である一方、高圧的で辛辣な言葉を吐き、相手に感謝をしていてもそれを素直に表現できない。
邪神ザザラマギウの“花嫁”として神殿にて獣人の神官に守られていたが、ザザラマギウの軍事利用を企むCSAに狙われたところを、ヴァトラーに助けられたことから、彼を「ヴァトラー様」と敬愛している。“花嫁”とはザザラマギウが発現するための憑代である一方、発現する前に鎮めるために殺されることによって先延ばしをするための生贄である。そのため、生への執着を無くそうとする神官の呪術により、徐々に記憶を奪われていた。
混沌界域での内乱が解決したあとは　帰国してジャーダ付きの女官となっていたが、彼女の手で人工島管理公社に預けられ、真祖大戦では自身の能力で龍脈を制御して古城のサポートを行う。

### 咎神とその関係者
カイン
声 - 浪川大輔
最初の人間にしてすべての魔族の祖、そしてすべての人間と魔族の天敵たる存在であり、第四真祖が出現する必要があるとされる理由でもある。 ヴァトラーや「静寂破り」たちがたびたび「あの御方」と口にし、那月と矢瀬と賢生をはじめとした数多くの者たちが「聖殲」絡みで重大なまでに警戒している「咎神」。
「聖殲」の研究者である牙城の見解としては、過去に神々の一員だったが、異境へ追放された後には異境にいた人類に知識と武器を与えて現世への復讐を目論んだ神で、構築した魔術「聖殲」によって殺害できなかった神々を、殺害できる魔族へ降格させることで、人間による魔族の大虐殺を行ったことが歴史上の「聖殲」と呼ばれる出来事の総称、そして唯一魔術「聖殲」を受けなかった神であったため、多種多様な能力を持つ人造の吸血鬼である第四真祖に殺害されたとされている。
冥駕とアベルの巫女が「聖殲」を引き起こしたが、それでも完全なものではなく、カイン当人が起こせば「聖殲」の規模はこの星全土を覆う規模になると言われている。
グレンダが秘めていたカインの記憶の真実では、戦争や復讐を望まない神で、不死であった当時の“天部”は兵器を作り出しては人類を殺し合わせるなど戦争を娯楽として楽しむなど当時の人類からすると天災に等しく、“天部”による戦争を終わらせるために「聖殲」を作り出し、「聖殲」を恐れた“天部”たちは監視者として表に出したのが初代第四真祖であり、その間柄でありながら唯一の友となるも、初代にかけられた“原初”によって殺害されてしまったと語られている。実は『大聖殲』で自身が管理していた眷獣弾頭を使用させない為に、わざと友人である初代第四真祖ミゼンに殺されることで施設を封印して誰にも眷獣弾頭に手出し出来なくした上で、「咎神の棺桶」に自身の人格のバイナリデータを刻んだ石版を残し、人類の技術が発達し絃神島のAIに石版のバイナリデータを学習させて、モグワイという擬似人格として復活するように準備していたことが最終決戦で判明した。
絃神 冥駕（いとがみ めいが）
声 - 花江夏樹
千羅の孫。
かつては獅子王機関で武神具の開発に携わっていたが、実験中の事故で死亡、その後祖父の手によって生前の人格と記憶を残した僵尸鬼として蘇生し、藤坂冬佳の監視を条件に再び武神具開発に携わるようになった。監視される間に近しい関係となった冬佳が模造天使に昇華し、それを予期していながら彼女を助けなかった獅子王機関を憎んで脱走、その過程で追手の攻魔師を「零式突撃降魔双槍〈ファング・ツァーン〉・冥餓狼」を用いて次々に殺害したため、監獄結界に収監された。
亜夜の闇誓書騒動に便乗して脱獄すると冥餓狼を盗んで島内に潜伏し、アベルの巫女と共謀して人工島管理公社やMARに取り入り、聖殲を使って世界を滅ぼそうと目論むが、雪菜に冥餓狼の弱点を見抜かれて敗北、その後、アベルの巫女と接触するべくMARに向かう途中で聖殲に関する記憶をヴァトラーに吸い出され、塵と化して消滅した。
絃神 千羅（いとがみ せんら）
絃神市の設計者。聖殲の情報を手に入れるため、咎神カインの復活を何十年も前から目論んでいた。物語開始時点ですでに故人だが、盟友の顕重をはじめとした千羅の理想を継いだ者たちが人工島管理公社の中に入り込んでいる。
矢瀬 顕重（やぜ あきしげ）
声 - 金尾哲夫
人工島管理公社の名誉理事で、基樹の父にして千羅の盟友であった。一族の全員を見下しており、基樹たちからも恨まれている。見えない斬撃を飛ばす過適応能力者であり、幾度もの暗殺の危機にもその能力によって生き延びてきた。
千羅の死亡後も夜の帝国（ドミニオン）の資源を手に入れるために聖殲を使うべくカイン復活の計画を進めていたが、タルタロス・ラプスの一件で自らを死亡扱いと偽装して姿を隠していたことを利用される形で、幾磨と那月によって逮捕・解任された。
“アベルの巫女（シビュラ）”
声 - 三森すずこ
もう1人の“巫女（）”であり、女教皇とも呼ばれる。元々は死んでいたが、その身を絃神島へ密輸され、深森によって強制的に復活、そのため顔だけは整っているものの、身体は死体を無理矢理つなぎ合わせたかのように無残な姿となっている。
以前の「聖殲」から辛うじて肉体が残ったところに「聖殲」の犠牲者たちの残留思念が宿った存在であるため、現世のすべてを憎み、冥駕と共に「聖殲」を起動したが、第四真祖の眷獣による波状攻撃を受けている最中、正当なる「カインの巫女」である浅葱に「咎神の棺」の制御権を奪回され、消滅した。
安座真 達己（あざま たつみ）
声 - 速水奨
咎神カインを奉じるテロリスト「聖殲派」の一員で、自衛隊に三等特佐として潜んでいた。年齢は30歳前後。
グレンダの有する「情報」を付け狙い、獅子王機関と凪沙を利用して封印を解き、正体を暴かれた後は実力行使でグレンダの拉致を目論んだところを古城らに阻まれ、最後のあがきとして異境（）の遺産に己を融合させるが、“牛頭王の琥珀”を従えた古城に倒され、生存した部下ともども拘束された。
沖山 観影（おきやま みかげ）
声 - 石上静香
安座間と同じく、自衛隊内に潜んでいた「聖殲派」の工作員。
神縄湖でのグレンダ奪取作戦で雪菜と戦い、一度目は彼女をはるかに凌ぐ格闘能力と実戦経験で圧倒するも、二度目の戦いでは敗北した。
上柳（うえやなぎ）
声 - 濱野大輝
安座真の部下で、同じく自衛隊内に潜んでいた。
神縄湖でグレンダを回収しようとするも、唯里ですら初めて聞いたグレンダの名前を知っていたことを古城に不審がられたことで本性を現す。自ら自衛隊の車と融合してゴーレムと化して襲いかかるが敗北、その後肉体と機械が入り交じった歪なサイボーグ姿になった後、同じくグレンダを奪いに来た安座真に用済みとして吸収された。
グレンダ
声 - 和多田美咲
龍族の少女。普段は鋼色の髪と瞳を持つ少女の姿をしているが、透明の鱗と鋼色の鬣を持つドラゴンに任意で変身できる。神縄湖の湖底に「蜂蛇」が共生する形で眠っていたが、アヴローラの「情報」を得ることで目覚め、咎神の「情報」の「器」と安座真から呼ばれた。目覚めた後は出会った唯里と古城に懐き、見かけ相応の無邪気で幼い言動を見せる。異境の侵蝕に飲み込まれた古城を救出し、咎神の「情報」を古城に与えた。神縄湖の事件後は獅子王機関の保護下に入り、主にブルエリで過ごしている。
身体に隠されていた情報はカインの記憶、そしてカインの遺産である“方舟”の空間座標であった。それを危険視され、アラダールの手で処分されそうになるが、古城との決闘によって彼女はなんとか守られた。しかし、聖域条約機構軍による絃神島攻撃が決定された際に浅葱が彼女の情報によって「咎の方舟」（カインズアーク）を現出させることになる。

### タルタロス・ラプス
ディセンバー
声 - Lynn
バイク用のヘルメットを被った少女の姿をした吸血鬼で、現在の「タルタロス・ラプス」の実質的なリーダー。
その正体は、“焔光の夜伯”の眷獣“麿羯の瞳晶”の封印体・十番目（デカトス）で、ディセンバーという名はローマ暦の上で12月が10番目にあたることに由来する。他の“焔光の夜伯”たちよりもかなりの昔に目覚め、虐げられた魔族たちを保護し、「タルタロス・ラプス」の仲間としていくつもの魔族特区を滅ぼしてきた。その途中でジャーダに囚われて彼女の管理下にあったため、“焔光の宴”には巻き込まれず、ザザラマギウの騒動が済んだ後に解放された。
カインの復活を望む人工島管理公社の目論見を砕くために千賀ら仲間たちと合流し、絃神島でテロ活動を行った果てに魔導術式「タルタロスの薔薇」で召喚した四神の眷獣で島を沈めようと目論むが、古城たちと戦った果てに敗北する。最後の手段として、自らに封印されていた眷獣の器を解放したために肉体が崩壊し、仲間たちの保護を頼んで古城に取り込まれた。
ロギ
声 - 堀江瞬
イロワーズ魔族特区で発火能力者の機能を違法に組み込まれた人工生命体。処分されそうになったところをディセンバーに救われ、組織に入った。役割は発火能力を用いた爆破工作。
テロ終盤、自分と同じような境遇を哀れんだアスタルテに倒された。
北欧神話の巨人ロギの名前をコードネームにしている。
ラーン
声 - 春野杏
ハッカー。情報操作やサイバーテロを担当する。神経を改造して膨大な情報処理を行えるが、生身ではその力に耐え切れないため、死霊魔術（ネクロマンシー）により活動する肉体（ディセンバー曰く「脳改造版フランケンシュタイン」）になっている。
島中の魔族登録証をハッキングして眷獣の暴走を引き起こすが、「C」に入った浅葱によってウイルスを除去されたうえ、逆に自らが「C」に汚染されそうになり、ディセンバーによって回線を強制切断され、気絶した。
北欧神話の女神ラーンの名前をコードネームにしている。
カーリ
声 - 赤尾ひかる
狙撃手担当の獣人の少女。人間にも獣人にもなりきれない「最弱」の獣人であり、人間の姿のまま頭には獣耳が生えている。周囲から虐待され、両親からも見放されて野垂れ死ぬ寸前にディセンバーに拾われる。虐待を受けた理由となった獣人としての中途半端さが皮肉にも狙撃手として最適な資質となり、千賀に狙撃術を教わることとなる。「タルタロス・ラプス」の活動目的そのものには興味を持っておらず、ディセンバーとの絆を保つために狙撃手を続けている。
テロを阻止する可能性のある浅葱を始末するために彼女を襲撃するが、同行していた矢瀬の妨害に遭い、敗れた。
北欧神話の巨人カーリの名前をコードネームにしている。
千賀 毅人（せんが たけひと）
声 - 鳥海浩輔
髪を無造作に伸ばした芸術家のような雰囲気の中年の男性。かつては「東洋の至宝」と評され、欧州の魔術界に多大な影響を与えたほどの天才風水術師であり、那月に魔女となるきっかけを与えた。「タルタロス・ラプス」内では、ディセンバーと対等の関係である。ディセンバー以外のメンバーたちの教育役でもあり、彼らからは「先生」と呼ばれている。その風水術を駆使して絃神島全体を巨大な八卦陣で覆うことで船舶や航空機の往来を妨害し、島への物資供給を断とうと目論む。
ディセンバーたちの破壊工作に乗じて人工島管理公社に侵入するが、ロギの爆破テロを逆に利用して隠れていた顕重に捕捉され、彼の掌の上で踊らされていたことを知り、失意のうちに止めを刺される。今際の際には、駆けつけた那月に子供たちの保護を託した。

### イロワーズ魔族特区
香管谷 雫梨・カスティエラ（かすがや しずり カスティエラ）
声 - 会沢紗弥
本作のヒロインの一人。聖団（ギゼラ）の修女騎士（パラディネス）を名乗る白髪の少女。鬼族（オグレス）で、頭髪の中に一対の小さな乳白色の角が埋もれている。本来ならば20歳だが、後述の理由で成長が6年間停止している。名前が長く言いづらいため、古城からは「カス子」と呼ばれる。
恩莱島に漂着した古城に監視者として接し、攻魔高専で半年間の時を過ごした。
その実態はかつて6年前に「タルタロス・ラプス」が滅ぼしたイロワーズ魔族特区の生存者であり、滅亡寸前のイロワーズを異空間に隔離した張本人。本人に自覚はなかったが、真賀斎との戦いで真実を知り、古城の後押しもあって結界を解除した。
事件解決後は彩海学園中等部3年に編入し、将来は民間攻魔師資格の取得を目指している。雪菜とは初対面で戦闘になったことや古城を取り合う関係ということもあり、互いにライバル心を剥き出しにしている。
戦闘時は主に“炎喰蛇〈ハウラス〉”を振るうが、鬼族特有の頑強な肉体を活かした力技も用いる。だが、激しい戦闘後は流石にダメージを受けていることも多く、「パラディネスの加護ですわ」と言い張るも、仲間たちからは「やせ我慢」であることを見透かされている。
「吸血王（ザ・ブラッド）」の眷獣を移植されて暴走した古城を止めるため、ザナの作った「契約の指輪」を受け取り、12人の「血の伴侶」の1人となった。
天瀬 優乃（あませ ゆの）
声 - 朝井彩加
攻魔高専香菅谷班に属する獣人の少女。人懐っこく、古城を「コジコジ」、雫梨を「シズリン」など特徴的なあだ名で呼ぶ。
絃神市国に移住してからは通信制高校に通いながら民間攻魔師のアルバイトをしている。
宮住 琉威（みやずみ るい）
声 - 山下誠一郎
攻魔高専香菅谷班に属する少年。魔術を用いた銃器を操り、班では狙撃手を担当する。
恩莱島にいたころから優乃と交際しており、絃神市国に移住してからも行動を共にしている。
雫梨のことは恩莱島の頃からの癖で「班長」と呼んでいる。
香管谷 詩奈子（かすがや しなこ）
声 - 大地葉
聖団の修女騎士で、雫梨の恩人でもある。「タルタロス・ラプス」が引き起こした「タルタロスの薔薇」にイロワーズが曝された中、住民達を守り続け致命傷を負い、雫梨に自らが持つ秘蹟兵装である“炎喰蛇”を託し死亡した。
大倉山 獅童（おおくらやま しどう）
声 - 安元洋貴
攻魔高専の生徒総代である、大柄の男性。迷宮（カルケリ）を探索する際には鋼色の鎧と両手持ちの大剣を装備している。
神木庭 希未（かみきば のぞみ）
声 - 加隈亜衣
D種（第一真祖の末裔）の吸血鬼で、大倉山獅童と同じ班に所属している。ミス攻魔高専に選ばれる程の美貌を持つ。

### 終焉教団
無（ケノン）
声 - 斉藤壮馬
「“吸血王（ザ・ブラッド）”」、「終焉の真祖」を名乗る少年。燕尾服を着飾り、目を常に固く閉じアヴローラを少年にしたかのような風貌をしている。力量は最低でも古城、ジャーダに匹敵するものを持つ。
古城に大切な人を失うという絶望を与えるため、ナノサイズの式神など現代からは飛躍しすぎた技術を与えるなどして暗躍しており、20年後の未来でも存在は言及され、零菜や萌葱から迷惑がられている。
その正体は、第四真祖のプロトタイプ。
漆黒の眷獣
ケノンが従えている12体の眷獣。第四真祖の眷獣のプロトタイプとも言うべき存在。
全身が漆黒で、名前に「始祖なる（プリムス）～」が付く以外は、古城の眷獣と姿形は勿論、力も同等であるが、古城の眷獣と違い攻撃的な面が強く、また、ケノンがその力を行使する度に若返っていき、いずれはケノン自身が消滅してしまうという欠陥を持つ。
ケノンが古城に敗れ、共に消滅したと思われたが、密かにザナに回収され、思わぬ形で使われることになった。
メリロエ
声 - 渡部紗弓
「終焉教団」の使徒である魔女。空間操作の能力を持つ。
イゼア・ニオス
声 - 櫻庭有紗
「終焉教団」の使徒である鬼族の女性で、雫梨の“炎喰蛇”と同じく魔力を食らって放出する“雷啼雀（ラァディア）”と呼ばれる長剣を扱う。
クレード
声 - 相馬康一
「終焉教団」の使徒である龍族の男性だが、実はシャフリヤル・レンの部下である。ケノンの消滅後はレンと共に行動し、彼の生まれ故郷である「東の地（エルセ）」へ向かうゲートを開いてもらうことを条件に協力していたが、最終的に龍族をも使い捨てにするレンに見限られる。最終決戦後は、「聖殱」の力でゲートを開くことが可能なヴァトラーと利害が一致し、ヴァトラーと共に「東の地」へ旅立った。

### その他の人物
ルードルフ・オイスタッハ
声 - 三宅健太
ロタリンギアから絃神島を訪れた「殲教師（せんきょうし）」。物腰こそ丁寧だが冷酷な性格で、野望のためなら手段を選ばず、平然とアスタルテを手駒のように扱う。不当に奪われた聖遺物の奪還を目論み、その達成直前まで行き着くが、駆けつけた古城と雪菜により失敗に終わり、ロタリンギアへ強制送還される。なお、のちに聖遺物は他の素材に置き換えられたため、正式にロタリンギアへ返還されている。
バルタザール・ザハリアス
カイゼル髭をたくわえた中年の男。武器商人で成した財産を用い、ネラプシ暫定自治政府の議長を務めている。若い頃に永遠の命を求めて“一番目”の肋骨を自身へ移植したために「血の従者」となっており、普段はそれを隠すために整形手術で実年齢に見合った老人の顔に変えている。
専務
声 - 山本格
禿頭の威圧感のある中年男性。劇中では「専務」としか呼ばれておらず、本名は不明。
国内の機械メーカーの取締役だったが不祥事を起こし、絃神島に左遷される。そのことから本土の上層部を逆恨みしており、天塚と手を組んで“賢者の霊血”を使った復讐を目論む。
久須木 和臣（くすき かずおみ）
声 - 浅沼晋太郎
魔獣産業の有名企業「クスキエリゼ」の会長。環境保護を名目としたテロリスト「トゥルーアーク」の出資者でもあり、過激な魔獣保護主義者である。
太史局からリリスとレヴィアタンについて吹き込まれ、レヴィアタンを操って魔獣保護のためのテロを企てるが、実は太史局に利用されていただけであり、莉琉によってレヴィアタンの中で眠らされた。事件後には逮捕されてクスキエリゼを解体されたうえ、レヴィアタンの情報を隠蔽するために大海蛇を操ろうとしていたことにされている。
カイル・マツナガ、キーリー・マツナガ
絃神市国で起こった魔獣事件の首謀者である、魔術師の姉弟。人工的に生み出した魔獣の性能をMARに売り込むために絃神市国を実験場にしたが、魔獣は零奈の手を借りた古城たちに討伐され、自分たちは浅葱によって濡れ衣を着せられ捕らえられるという末路を辿った。
トリーネ・ハルデン
声 - 高橋未奈美
ジャコウネコ系の獣人で、普段は人間の美女に擬態している。自らの体臭に含まれるフェロモンを利用した催眠暗示で複数人を一度に操る能力を持つが、これには対象の言動が平時と乖離する副作用がある。
OVA版への登場を経て、その再構成版である原作第18巻にも出自の設定を変えて登場している。
OVA版
北海帝国に雇われたフリーのテロリスト。アルディギアと戦王領域の調印式を妨害することで戦争の勃発を目論み、潜入工作の班長として開催地の絃神島に潜入すると、そこで調印式に招待されていた古城を操り、アルディギアの装甲飛行船「ビフレスト」の起動に必要なラ・フォリアを、一緒にいた雪菜ごと拉致する。
式典の場にビフレストを突っ込ませようとする計画は、軍用魔導兵器「ベルゲルミル」すら投入したものの浅葱や紗矢華らの妨害で失敗に終わり、ラ・フォリアの機転で古城の洗脳も解かれてしまう。最後のあがきとして艦載魔導兵器「アウルゲルミル」による攻撃を試み、自らも正体を現して雪菜たちに襲いかかるが、アウルゲルミルは古城に、自らは雪菜に倒される。
原作
北海帝国獣人部隊の少佐。スパイとしてアルディギアに長期間潜伏し、表向きは秘書官としてラ・フォリアに仕えていた。北海帝国では戦技指導官をしていたことがあり、CQCの技量は高く、純粋な獣人としての戦闘能力はきわめて高い域にある。
北海帝国の利権のために「ビフレスト」を利用したテロ行為を起こすが、ラ・フォリアの策で形勢を逆転され、最後は古城が仕掛けた罠に誘導される形で敗北する。
シャフリヤル・R（レン）
声 - 前野智昭
MARの総帥。髪を後ろに束ね、中国風の服を着た男性。
その正体は“天部”の裏切者の末裔。カインが異境ごと封印した天部の究極兵器「眷獣弾頭」を持ち出し、世界を支配することを目論み、終焉教団を利用して絃神島で領主選争を引き起こさせ、古城がアヴローラに第四真祖の眷獣を全て返却した直後に姿を現し、アヴローラを異境へ飛ばして自らもクレードとMARの戦闘部隊を率いて異境へ向かった。
ラードリー・R（レン）
声 - 潘めぐみ
シャフリヤル・レンの妹。MARの最上級執行責任者（プリンシパル・エグゼクティブ）。
演劇のアイドルのような出で立ちをしている。飄々とした人を喰ったような態度で振る舞っており、台詞の最後を寒いダジャレで締めるクセがある。異境への入り口である絃神島を買収しようとし、MAR側の代表として古城たちと交渉することになる。
クル・ズー
声 - 佐々健太
“天部”の十七氏族のひとつズー公爵家の当主で、「死都」ズー城を保有する大仰な衣装を着た、白髪の老人。
異境から四発の眷獣弾頭を持ち出したシャフリヤルと同盟を結び、ズー家が保有する魔導制御の技術を彼に提供して、竜牙兵（スパルトイ）を実用化させた。彼との交渉の席で、古城が絃神島をMARに売り渡す条件として眷獣弾頭で東京を壊滅させろと要求したことで、自身に提供された最後の眷獣弾頭を東京に発射するが、浅葱と凪沙たちが事前に眷獣弾頭を無効化させていたことで不発に終わる。その直後に「死都」ズー城が、夏音の発動したアルディギア王国の疑似聖剣（ヴェルンド・システム）によって異界へ潜行不能となり、直上に出現した第二真祖の眷獣“亡景離宮”を見て戦意喪失し、降伏した。
アルダ・バ
“天部”の十七氏族のひとつバ侯爵家の当主で、「死都」バ城を保有する。華美なローブを羽織った、黒髪の男性。
クルと同じくシャフリヤルと同盟を結び、バ家が保有する生体操作の技術をシャフリヤルに提供して、竜牙兵を実用化させた。MARの本社アルニカ・クアッドに侵攻してきたアルディギア王国軍を主力とする聖域条約機構軍に対して、自身に提供された最後の眷獣弾頭を聖域条約機構軍に発射するが不発に終わる。さらに、ラ・フォリアが発動した疑似聖剣の直撃を受けて「死都」バ城が異界へ潜行不能となり、直後に第三真祖の総攻撃を受けて「死都」バ城は崩壊する。

### 番外編の登場人物
ザカリー・多島・アンドレイド
『人形師の遺産』に登場。
オイスタッハに命じられて作り出したアスタルテの調整を行った、通称「人形師」の男性。酒瓶を持ち酔っ払いのような風貌をしており、聖域条約で禁じられている人工生命体を素体にした機械人形の製造を平然と行うなど、破綻した倫理観を持つ魔導犯罪者である。
スワニルダ
『人形師の遺産』に登場。
純白の髪に銀色のドレスを着た少女。アスタルテと同じく、アンドレイドによって作られた。本来は人工生命体であるが、アンドレイドによって機械化された体内にはマチェットなどの武器を仕込んでいる。

## 用語
第四真祖（だいよんしんそ）
12体の眷獣を従えて災厄をもたらすという、世界最強の吸血鬼。伝説中の存在とされていたが、実際は3人の真祖が“天部”と共に“聖殲”のために設計した、世界最強の吸血鬼という生体兵器ではないかとされている。本体に相当する“呪われた魂”と眷獣12体の器に相当する12人の“焔光の夜伯”に分割され、封印されていた。
3人の真祖は固有堆積時間を圧倒的に有しているが、活動と休眠を繰り返してきた第四真祖にはそれがなく、他者から自らに関する固有堆積時間を搾取することで力を得ている。この記憶搾取能力により、第四真祖に関連した記憶がほとんど残らないため、伝説の存在となっていた。
以前は“焔光の夜伯”の名称で知られていたが、本編の約3か月前に絃神島で起きた焔光の宴により原初が目覚めたところ、12番目により上書きされる。その12番目が古城によって倒され、12番目の名称だったアヴローラが先代・第四真祖を指し示す名称となった。現在は古城が第四真祖の能力などを受け継いでいることから、古城を指し示す名称となっている。アヴローラと古城を区別するため、前第四真祖はアヴローラ、現第四真祖は古城か第四真祖と呼び分けられている。
攻魔師（こうまし）
呪術・魔術・仙術などを用い、魔導犯罪者や魔獣の捕縛・殺傷を行う職業。攻魔師になるためには「Cカード」と呼ばれる資格証が必要である。国家資格と民間資格が存在し、民間資格の取得条件は中卒以上となっている。
剣巫（けんなぎ）
獅子王機関に属する攻魔師に与えられる肩書きの1つで「剣を持つ巫女」の意。霊視能力と戦闘能力を中心に鍛えることで、魔族と単独で渡り合える実力を持つ対魔族戦闘のエキスパート。「八雷神法（やくさのいかずちのほう）」と呼ばれる呪式戦闘術を用いる。
舞威姫（まいひめ）
獅子王機関に属する攻魔師のうち、呪詛と暗殺の技術を修めた者に与えられる肩書き。現在では暗殺任務はほぼなく、要人警護や潜入捜査が主な任務である。
過適応能力者（ハイパーアダプター）
魔力に頼らない天然の異能を先天的に得た者の総称。その能力は多岐にわたり、総じて使用するための詠唱や祝詞を必要としない。劇中では矢瀬一族や深森、凪沙が該当する。
魔女
己の魂を代償に悪魔と契約し、強大な魔力を得た女性のこと。守護者を介して魔力供給を受けたり魔力の演算補助を受けることで、通常の魔術師を上回る能力を使用できるようになるが、守護者とのつながりが絶たれると魔力供給を受けられなくなり、生命活動に支障が発生する。なお、契約は雪霞狼により無効化できることが、阿夜による襲撃の際に実証されている。
守護者
魔女と契約した悪魔の眷族。戦闘能力は並の吸血鬼の眷獣と互角で、魔導書の支援により高位の吸血鬼とも対抗可能。
堕魂（ロスト）
魔女の最終形態。悪魔に自らの魂を喰わせて絶大な力を得る。古城の眷獣に匹敵する魔力を獲得するが、二度と元に戻れない。

絃神島（いとがみじま）
本作の主な舞台。東京の南方海上330キロメートル付近に浮かぶ人工島。東西南北の4方角と中央に存在するギガフロートから構成されており東が港や空港、西が商業地区、南が住宅街、北がビジネス街としての特徴を持ち、中央のキーストーンゲートには官公庁が密集している。
「魔族特区」の1つであり、絶滅の危機に瀕した魔族の保護とともに彼らの肉体組織や特殊能力に関する研究が行われている。人工島ゆえに土地代が非常に高く、一軒家を買うことが富裕層のステータスとなっている。食料自給率も限りなく低く、生活物資なども船上輸送でコストがかかるため、物価が高い。
「聖殲」の発動を危惧した聖域条約機構の採決を受けて破壊されそうになるが、島を守ることを望んだ古城により、第四真祖である彼の「夜の帝国」として日本から独立する。
20年後の世界では開発が進み、島自体の面積も“方舟”の影響で現在よりはるかに拡張されている。さらに第四の夜の帝国として認知された結果、「暁の帝国（ライヒ・デア・モルゲンロート）」と呼称されるようになっている。
咎の方舟（カインズアーク）
グレンダが秘めていた“遺産”の空間座標を辿り、魔術「聖殲」を利用する形でヴァトラーと浅葱の手により出現した城塞都市の人工島。絃神島のギガフロート1基に相当する規模のモジュールが600以上あり、海面に露出した部分のみを計算しても絃神島本島の120倍から150倍に相当する。カインの武器庫であり、大量のナラクヴェーラが配備されている。
古城とヴァトラーの決戦に巻き込まれる形で兵器の類は破壊されたが、方舟自体は聖殲以前の技術が眠る遺跡としての側面を持ち、絃神市国の成立後は「絃神新島」として併合され、観光や研究のための移住が相次いでいる。
私立彩海学園
古城たちが通う絃神島の中高一貫校。
中高一貫のため中等部の宿泊研修は3年次の冬にあり、官庁街や工場などを中心に日本本土を回る。11月には学園祭の「彩昂祭」が催される。
生徒用の扉から校舎へ入ろうとした零菜が手で開けようとせずに頭をぶつけていたことから、20年後の世界では生徒用の扉にも自動ドアが導入されている模様。
監獄結界
絃神島に存在する極秘施設で、那月が10年前から眠り続けることで維持している異空間に存在する監獄。他施設では手に負えない凶悪な魔導犯罪者が収容されている。那月の夢の中という仮想世界に構築されているため、被収容者はごく限られた手段を除いて外部への干渉が一切不可能になり、協力者が外部から突破するためには膨大な魔力で空間の境界を破る必要がある。そのため、一般市民の目に触れることはなく、都市伝説としてわずかに噂されているのみに留まる。
ブルーエリジウム
通称「ブルエリ」。絃神島に建設された増設人工島（サブフロート）の1つ。全体が巨大なテーマパークとして作られており、プールなどのメジャー施設やショッピングモール、魔獣の保護を目的とした水族館「魔獣庭園」のほか、宿泊用のリゾートホテルも複数存在する。

焔光の宴
第四真祖の完全なる復活の儀式。選帝者と呼ばれる儀式を執り行う者が、自らの領地の人間たちを生贄に捧げて彼らから得た魔力を得た、本来の第四真祖が復活するための儀式。アヴローラたちは、本来の主の原初の力である眷獣の器でしかない。
古城が第四真祖となるきっかけであった焔光の宴では、古城とアヴローラが原初から離反した眷獣や戦王領域の管轄であった器たちから助力を得て、原初を下した。この出来事で、六番目と十番目以外の器たちは原初に取り込まれたことと力の完全な開放で消滅し、アヴローラはその身に封じた原初ごと自らを古城に殺害させて死亡し、六番目と十番目とアヴローラ以外の眷獣たちが古城へ譲渡させられ、彼が第四真祖となった。そのため、新たなる宴を執り行う必要は本来は無いはずだが、ヴァトラーは自らが管轄している六番目、アヴローラを宿している凪沙、そして古城と自らをもって新たなる宴を始めようとしている。そちらはヴァトラーが“聖殲”の力を得たことにより、結局実行されなかった。しかし、今度は「吸血王（ザ・ブラッド）」ことケノンが宴を起こそうと領主選争を仕掛けることになる。
“聖殲”
世界各地に大量破壊と大量の虐殺が痕跡として遺され、第四真祖が引き起こしたと伝えられている出来事。原初の罪人にしてすべての魔族の祖である彼の者との戦いであり、これによってかつて地上は幾度も滅んでいるとされている。それだけではなく、第四真祖自体にも“聖殲”のことを知ろうとすれば即座に抹殺する論理爆弾が仕掛けられているため、外部から真相を知るのは困難を極める。カインの巫女である浅葱が引き金になると言われている。
「“聖殲”の遺産」と呼ばれるものは複数存在する。その1つが第四真祖であり、遺産は主に人間の始祖を滅ぼすためのものと、魔族の始祖を滅ぼすためのものの2種に分類される。
“聖殲”は研究者である牙城によれば、主に2つの定義で大別される。1つ目は殺害不可能であった神々を殺害可能な魔族へ引きずり降ろすカインによって作られた世界を変容させる魔術の名前、2つ目はカインによって魔術と知識を与えられた異境から侵攻してきた人類たちにより、魔術の“聖殲”をもって神から引きずり降ろされた魔族たちへの大虐殺という歴史上の出来事である。
実際の聖殲は世界そのものを変質させる能力であり、強い魔力を帯びた赤い光の帯が当たると、「物質を変化させるのではなく、聖殲で変化した物質がもともとその場にあったように世界を変える」ものであった。冥駕はその能力でビルや人間を塩に変質させ、浅葱は金に変えるなどした。
死都
かつて地上を去った「天部」の者たちが命脈を次ぐために作った浮遊城塞。十七士族と天部の呼ばれる有力者たちが居城として保有しており、彼らはその中で夢を見ながら復活の時を待ち続けている。シュトラ・Dに言わせれば「死にぞこないの老害ども専用の、ただの化け物屋敷」。現実と異界を行き来でき、現実世界に現れても半分は異界に存在したままの状態を保つことが出来る。そのため物理攻撃が通用しないが、眷獣弾頭を撃つときには現実世界に現出している為、より高次の攻撃で異界防壁を貫通可能であり現実世界に現れたままになる。

### 組織・団体
獅子王機関（ししおうきかん）
政府の国家公安委員会内に設置された特務機関。大規模な魔導災害や魔導テロを阻止するための情報収集や工作を行っており、“メトセラの末裔”を主に集めて育てていることから一部では有名である。
絃神島にはホテル街として有名な西地区の六号坂に出張所があるが、厳重な人払いの結界が張られてあるため、気づかれることはほぼない。
高神の杜（たかがみのもり）
獅子王機関の下部組織。京都府の大江山に存在する。各地から集めた霊能者の素質を持つ子供たちを攻魔師として育成する養成機関。表向きは全寮制の女子校として運営されている。
魔導災害管理局
通称「SDC」。獅子王機関のダミー組織の1つで、魔導災害の被害を防ぐ研究と政府機関への情報提供を中心に活動している。

黒死皇派（こくしこうは）
獣人優位主義を唱える過激派グループ。聖域条約の完全破棄と、戦王領域の支配権を第一真祖から奪うことを目的としている。目的達成のためには多大な犠牲もいとわず、4年前に起きた12番目のアヴローラ発掘現場でのテロにも関わっている。ヴァトラーによって指導者である黒死皇を暗殺されたが、残党が新たな主導者としてガルドシュを雇い入れている。
メイガスクラフト
産業用の機械人形（オートマタ）製造で知られる企業。経営状況が悪化し、社運をかけて模造天使（エンジェル・フォウ）の兵器化を画策する。
LCO（ライブラリ・オブ・クリミナル・オーガニゼーション） / “図書館“
数千人規模の高位魔導師や魔女で構成される巨大犯罪組織。無数の魔導書を収集・封印・分類・利用することのみを目的としている。
MAR（マグナ・アタラクシア・リサーチ）
世界有数の魔導産業複合体。食品から軍用兵器まで幅広く研究・開発を行っている絃神島有数の企業。医薬品も取り扱っており、不認可新薬を使った治療や最先端治療を行う付属病院と医療研究所がある。主任は深森が務めている。ジャーダにアヴローラの姿で襲撃されて多大な損害を受けたが、深森の研究でお釣りが来るほどの利益を上げている。氷漬けにされたアヴローラを人工島管理公社からの依頼で預かり、管理している。
“天部”（てんぶ）
有史以前の遠い過去に滅びた亜神種族で、「古代超人類」とも呼ばれる。3人の真祖と共に“焔光の夜伯”を作り上げたとされる。カインによる魔術“聖殲”が行われるまで、実際には今の魔族と呼ばれる者たちも“天部”の一員であったとされている。
太史局（たいしきょく）
獅子王機関と同じく、政府の国家公安委員会内に設置された特務機関。人為的な魔導災害や魔導テロなどを専門とする獅子王機関に対し、こちらは自然発生的な魔導災害を専門としている。
六刃（りくじん）
対魔獣戦闘のエキスパートで、剣巫とルーツを同じくする。

ゼンフォース
アメリカ連合国（CSA）の特殊部隊。CSAの軍事介入の主力を担っており、構成員は国家への強い忠誠心を持つ。全身を機械化した兵士「魔義化歩兵（ソーサリスソルジャー）」で構成される。
聖殲派
魔族の創造主と呼ばれる咎神カインを奉じる集団。「世界を真にあるべき姿に戻す」を信条とし、魔族を一掃するとされるカインの復活を目論む。戦闘時には魔力を無効化する異郷の魔具を使い、その効果は吸血鬼の真祖も免れられない。

### 国家・夜の帝国（ドミニオン）
夜の帝国は真祖が名目上の統治者になっているが、直接国を治めているわけではなく、普通に議員選挙や官僚試験が行われている。第一真祖と第二真祖は何十年も国民の前に姿を現していない。資源は人間の国よりも夜の帝国の方が豊かなため、他国から狙われている。
戦王領域（せんおうりょういき）
第一真祖「忘却の戦王」キイ・ジュランバラーダが支配する東欧の夜の帝国。ニンニクの臭いを嫌うなど、一般的な吸血鬼のイメージに類似した特徴を持つ。
滅びの王朝（ほろびのおうちょう）
第二真祖「滅びの瞳」アスワドグール・アズィーズが支配する中東の夜の帝国。
混沌界域（こんとんかいいき）
第三真祖「混沌の皇女」ジャーダ・ククルカンが支配する中央アメリカの夜の帝国。北米大陸にある3つの大国の1つである。
絃神市国（いとがみしこく）
第四真祖「焔光の夜伯」暁古城の宣言により夜の王国になった絃神島の呼称。日本から独立した体をとっているが、制度などはそれまでと大して変わっていない。
アルディギア王国
現国王のルーカス・リハヴァインが治める国家。北欧に位置しており、魔族も数多く住んでいる。精霊炉を利用した疑似聖剣（ヴェルンドシステム）の技術を持つ。王族の女性は強い霊媒体質を持つ。
アメリカ連合国（CSA）
北米大陸にある3つの大国の1つ。欧州北海帝国への独立戦争や北米連合への武力衝突によって成立した。人類純血政策を掲げ、魔族を淘汰されるべき下等な種族と見なした戦争を行っており、“聖域条約”にも調印していない。そのため、国際的には孤立しているという立場から、国家存続の目的で軍備力の整備と各国への紛争へ常に介入し、軍事パワーバランスを取り続けている。
北米連合（NAU）
北米大陸にある3つの大国の1つ。
北海帝国
欧州の北海を中心に構成されている帝国。リディアーヌの出身国であるネウストリアも北海帝国に属している。
モスクワ皇国
ユーラシア大陸北部に広大な領土を持つ大国。聖域条約に非加盟であるため、経済制裁の対象になっており、日本との交流も多少の人道支援を除いてほぼない。

### 魔族
吸血鬼や獣人、精霊などの種族の総称。現在では自然破壊や人類との戦いを経て、絶滅の危機に瀕している。
吸血鬼
”負の生命力”により不老不死の肉体を持つ種族。本作では吸血鬼の不死性や再生能力に特化されており、強烈な直射日光は避けるだけで浴びても死亡するわけではなく、霧になる能力が阻害されるだけで流水に弱いわけでもない。また、何百年生きていても外見年齢は精神年齢に比例する。
吸血欲求は性欲によって起こり、吸血する際には相手も強い性的快感を感じる。そのため、食欲が湧いた時には吸血せず、常人と同じく食べ物や飲み物を摂取する。
真祖（しんそ）
最も古く最も強大な魔力を備えた、始まりの吸血鬼。数千数万もの闇の軍勢を従え、各大陸にそれぞれの自治領である「夜の帝国（ドミニオン）」を築いている。存在が公認されている真祖は3名だけだが、第四真祖の存在が発覚したため、勢力間のパワーバランスの崩壊が危惧されている。
零菜やイブリスベールのように、真祖の子もその強力な力を一部受け継いでいる。
眷獣（けんじゅう）
宿主の寿命を代償に実体化する異界からの召喚獣。意思を持った魔力の塊で強大な戦闘力を持つ反面、召喚の代償である命の消耗が激しく常人の寿命では一瞬で尽きてしまうため、負の生命力を持つ吸血鬼にしか扱えないとされている。このため吸血鬼最強の種族と呼ばれる。例外として古城が代償を肩代わりしているアスタルテが宿し、血の伴侶である姫柊雪菜が宿していた。
精霊
霊力が濃縮された眷獣と対になる存在。
長老（ワイズマン）
真祖から直接血を与えられた第二世代の吸血鬼。
血の従者
吸血鬼が自らの身体の一部を与えて作り出す、1代限りの擬似吸血鬼。主との相性次第ではかなり強力な従者と化し、主の眷獣を扱うことが可能である。血液や唾液なども体の一部に含まれるため、月齢などの条件が重なったうえで吸血鬼が人間から吸血すれば、相手が血の従者と化す場合もある。肋骨や内臓を移植した場合は確実にその人間が血の従者と化し、与えた主の身体の一部は再生されずに欠落したままとなる。キイとザナのように、男女の関係を伴う場合は「血の伴侶」とも呼ばれる。
匈鬼（きょうき）
眷獣召喚能力を持たない下等な吸血鬼。そのため、戦闘部隊は身体に魔具を埋め込み、戦闘能力を上げていることが多い。暴力的かつ略奪を繰り返してきた歴史ゆえ、純血の吸血鬼からは嫌悪と侮蔑の対象となっている。

獣人（じゅうじん）
獣人形態への変化能力と、それに伴う高い身体能力・再生能力を持つ種族。一部の上位種は高い身体能力とは別にその強大な魔力で魔術を扱い、天使や龍族に匹敵する神獣へ自らを変成させる、「神獣化」という能力を持つ。
巨人族（ギガス）
魔族全体の中でも希少の種族。3メートルもの巨体を持ち、過酷な環境下に適応したために先天的な精霊使いである。それゆえ、作り出す武器は非常に高度なものであり、アルディギア王家の擬似聖剣はそれを参考にしている。
鬼族（オグレス）
希少な種族の一種。外見は人間と大差ないが、筋力が人間より強く、頭に角が生えているのが特徴。差別される傾向が強く、鬼族であることを隠して生活している場合や、魔族特区に流れ着くことが多い。

### 兵器・武器
雪霞狼（せっかろう）
雪菜が古城監視の任務に就く際、獅子王機関から渡された武器。冬佳が使用していた武器と同じ銘を持つ。“神格振動波駆動術式”と呼ばれる魔力無効化術式を組み込まれた唯一の武装“七式突撃降魔機槍（シュネーヴァルツァー）”の1つであり、対魔族戦（特に対吸血鬼戦）に真価を発揮する。古代の宝槍を核にした高度な金属精錬技術で造られているために量産できず、世界に3本しか存在しないといわれている。非使用時は収縮させてギターケースに収納し、持ち歩いている。阿夜からは「本来あるべき世界に戻しているのではないか」と言われており、闇誓書で作られた魔力・呪力が無効化する世界で唯一使用できた。
使い手の霊力を神気へ変換する機能を持っており、過度の使用によって使い手を模造天使へ進化させてしまうという危険性を孕んでいる。
煌華麟（こうかりん）
紗矢華が使用している“六式重装降魔弓（デア・フライシュッツ）”。轟音を出す鳴り鏑矢を使うことで、本来人間では不可能な高密度の呪文詠唱による魔術を発動できる。非使用時はキーボードケースに収納し、持ち歩いている。
畳むと剣に変形して空間切断による白兵戦での攻防が可能になるが、異なる2つの特性を自在に使いこなすのは極めて難しいため、機能を分割した以下の簡易量産モデルが製造されている。これによって特性を自在に使いこなせる反面、分割によって欠落した方の機能については他者のサポートを要するという弱点も持っている。
六式降魔剣・改（ローゼンカヴァリエ・プラス）”
唯里が使用する煌華麟の簡易量産モデルの1つ。剣形態の空間切断の機能のみとなっている。
六式降魔弓・改（フライクーゲル・プラス）”
志緒が使用する煌華麟の簡易量産モデルの1つ。弓形態の大規模魔術発動の機能のみとなっている。

冥餓狼（めいがろう）
別名“零式突撃降魔双槍（ファングツァーン）”。冥駕が制作した武神具で、2本の短槍を無理やり接合したような奇妙な形の黒槍。使い手も含めた周囲の魔力・霊力をすべて無効化するという強力な能力を持つが、両方の同時無効化はできないため、冥駕本人から「失敗作」の烙印を押されている。魔力・霊力を無効化する特性は生きている者には危険であるため、絃神島から持ち出せずに保管されていたが、製作者である冥駕が脱獄時に盗んで自分の得物としている。古城の龍蛇の水銀によって破壊された
ナラクヴェーラ
先史時代の遺跡から発掘され、黒死皇派の残党が盗み出して利用した神々の兵器。外部から操作される無人機だが、「女王（マレカ）」と呼ばれる指揮官は有人機であり、他の機体を制御できる。眷獣に匹敵する攻撃力に加え、外部からの攻撃を学習しての自己進化機能、損傷しても周囲の物質を元素変換で取り込んで補填する自己修復機能により、非常に高い戦闘力を誇る。制御には非常に特殊な言語体系のコマンドを必要とするが、起動コマンド「はじまりの言葉」で一度動き出せば破壊活動を続け、停止コマンドを用いずに止めることはほぼ不可能である。しかし、コマンド解析を行った浅葱が作った自己消滅コマンド「終わりの言葉」を受け、砂と化して消滅した。
“咎の方舟”のカインの武器庫に、飛行型や輸送用などさまざまなタイプがある。
模造天使（エンジェル・フォウ）
人間を人為的に霊的進化させた存在。その名の通り、天使に近しい姿で尋常ならざる力を振るえるが、不安定極まりない。
“賢者の霊血”（ワイズマンズ・ブラッド）
“賢者”の肉体を構成している、自己増殖機能を持つ液体金属。滅ぼすことのできない“賢者”を無力化するためにすべて抜き取られ、封印に成功した。現代でも作成は可能であるが、浅葱の身体を再現するのに大量の金銀や希少金属に加え、水銀900リットルや生贄の霊能力者十数名が必要であり、ニーナの言葉によれば不老不死の対価としてはあまりに失うものが大きすぎるという。
“錬核”（ハードコア）
深紅の宝石によく似た“賢者の霊血”を制御するための魔術触媒。
“錬核”に人格を転移させることで、賢者の霊血と融合しても自分の意識を保つことができるようになる。“賢者”を監視するため、ニーナの人格が転移されている。
“偽錬核”（ダミーコア）
“錬核”の能力を不完全ながら再現した劣化品。“錬核”に比べて暴走しやすく、形がいびつで色も濁った黒色となっている。全てで5つ存在し、すべて汞が使用する。

乙型呪装双叉槍（エチエルカーレ）
霧葉の使用する、二叉に分かれた音叉に似た穂先を持つ長槍。魔力を蓄積して任意で放出する能力を持ち、人間には扱えないはずの能力や魔力を自在に使いこなせる。
甲型呪式単槍（フラット）
太史局が保有する個人で使用出来る兵器としては最強と言われている兵器。
レヴィアタン
神々の時代の生体兵器である世界最強の魔獣。全長は約4キロメートルと非常に巨大で、姿は群青色をした蛇に似ており、最新鋭の原子力潜水艦のような胴体に装甲と見分けがつかない半透明の鱗など、兵器にも似ている。また、何万年もの時を経てきたためか、全身はフジツボで覆われて、いくつもの古傷が残っている。
常に強力な魔力障壁に覆われ、全身に装備された魔砲やおびただしい数の生体魚雷に対艦ミサイルなど強力な武装を保有している。また、魔力波動で周囲の様子を探ったり、あらゆる物理・精神攻撃に対して耐性をつけることもできる。
なお、本来の気性はおとなしく、海底で何千年もひっそりと暮らしており、近づいてこない限りは害を与えず龍脈に沿って漂い続けていた。リリスの力を宿す者のみがコントロール可能。
ザザラマギウ
都市国家「シアーテ」で信仰されていた邪神。正体は龍脈の要に位置するシアーテへ蓄積された、膨大なエネルギーの塊。吸血鬼の眷獣同様に膨大なエネルギー自体が意志を持っており、それを制御するためにシアーテの人々が神殿へ龍脈の力を実体化する魔法装置を組み込んだ。さらにザザラマギウの核である卵を体内に宿した“花嫁”と呼ばれる巫女が存在し、卵が力を蓄える前に“花嫁”を殺すことで、龍脈の力の暴走を抑え込んできた。
炎喰蛇（ハウラス）
雫梨が使用する魔剣。元々はロタリンギア教会の一派「聖団」が保有していた秘蹟兵装で、他の魔力を喰らい自らの力を高める能力を持つ。
眷獣弾頭
天部が開発し、カインの手によって異境に封印されていた究極兵器。少女型の人工吸血鬼を弾体に閉じ込め発射。目標の近くで眷獣を暴走させることにより凄まじい破壊をもたらす。
そのあまりの威力に自滅を怖れた天部は、一部を死都に残し、残りを異境に置き王家の管理下とした。その後は大聖殲において使用され、敵対していた人類と魔族の連合軍に甚大な被害を与えただけでなく、天部自身も眷獣弾頭の威力で自滅した。

### その他の用語
錬金術師（れんきんじゅつし）
物質の組成を自在に操る術者。黄金を生み出すことをはじめ不完全なものを完全なものにすることを目指しており、その究極の目的は人間の限界を超えて“神”に近づくこととされる。
固有堆積時間（パーソナルヒストリー）
ある存在が生み出されてから現在まで経験してきた時間の総和。魔術的には個人や物の歴史そのものである。単なる経過時間とは異なり、感情を伴う思い出の蓄積であるため、冬眠のようにただ眠り続けるだけの時間は含まれない。魔術によって固有堆積時間を奪われると、対象はその時間の分だけ記憶と経験を失い、肉体も退行する。第四真祖以外の真祖が持つ強大な力は、まだ“天部”が存在していた有史以前からの圧倒的な固有堆積時間に起因する。
魔獣
高い魔力や戦闘能力を持つ生物。魔族とは違って人間の観念における異形が多いうえ、人間との意思疎通が難しいことから危険視する人間も多く、虐殺や密猟が後を絶たない。近年では保護活動も活発化しており、ブルーエリジウム内の魔獣庭園は魔獣の研究を通して共存の方法を探るための施設でもある。
龍族（ドラゴン）
魔獣の中では最強の種族。魔獣と魔族の境界線上に分類される珍しさや、高い知能と旧き世代の吸血鬼をも凌駕する戦闘力により、宝物を護る存在といわれている。現在では混沌界域や暗国大陸の奥地にわずかに生息しているとも、すでに絶滅したともいわれるほど、目撃例が少ない。龍の姿から人間の姿へ変身できる。
蜂蛇（ほうだ）
別名:ドローン。神縄湖の黒殻が破られると同時に現れた魔獣。龍と共生しており、全身が鋼色を帯びて極めて硬く、スズメバチに似た頭部とヘビの胴体に翼竜の翼を持つ。1体でも志緒が敵わないほどの戦闘力を持ちながら群れで行動し、神縄湖に待機していた自衛隊を壊走させた。
IX4（ナインフォー）
魔獣のランクにおいてグレードIXの脅威と認定された4体目の魔獣。
吸血鬼の細胞を元に作られており、高い再生能力や同族喰いなど共通点も多い。魔力や霊力に触れると吸収・増殖して巨大化する性質を持つうえ、積極的に吸収しようとするため、短期間で非常に強大な力を持つ。
個体のサイズが小さい時はヌエのようなさまざまな生き物を混ぜた見た目だが、巨大化が進むとただ巨大な化け物となる。
20年後の世界
電撃文庫公式海賊本収録の『雪菜√Before/After』『零菜ふたたび/法廷対決』とテレビアニメ版の「暁の帝国篇」で描かれた世界。本編が到達するとされる数ある未来の1つであり、零菜はここから時間転移術式を用いて現在へやってきた。
なお、この世界での古城は「暁の帝国」を統べる存在となっており、本編の数年後に雪菜と結ばれて零菜を成しただけでなく、雪菜と同時期に浅葱ら他の女性たちとも結ばれて萌葱ら子供たちをそれぞれ成していることが、前述の短編2つやテレビアニメ版、原作本編第二部の零菜や萌葱の台詞から示唆されている。

## 作風とテーマ
著者・三雲岳斗によれば「過去のしがらみや権威にとらわれた敵を、暁古城たちが若者らしいやり方で打倒していく」ことが本作の基本構造であるという。そのため、暁古城のキャラクター性とストーリーは密接に結びついている。
三雲は一種のバディものであるとも定義している。メインヒロインの姫柊雪菜をはじめ女性陣が数多く登場するためにハーレムものと思われることも多いが、彼女と組む世界最強の吸血鬼である主人公の暁古城が仲間内では突出した孤高の存在ではないことに重点が置かれており、彼が世界を救うより先に身近な人を守りたいという欲求ゆえに戦う理由や、ヒロインたちとの絆に納得感が出るとしている。
また、三雲は姫柊雪菜役の種田梨沙との対談の中で、キャラクターが主軸から逸れても、地に足の着いた生活感を感じさせるようにしていると話している。たとえば、雪菜の場合、古城と行動を別にしている場合でも、同級生たちと世間話で盛り上がる場面を入れるなど、「主人公のためだけに存在するヒロイン」にならないように意識しているという。
本作に登場する女性キャラクターの大半は頭の良いしっかり者だが、例外的にカス子は純粋で裏表のない人物として設定されている。
OVA『ストライク・ザ・ブラッドIV』のシリーズ構成・脚本を務めた吉野弘幸は、監督の山本秀世との対談の中で、このようなキャラクターの傾向は三雲の趣味だろうと推測している。

## 制作背景
『ダンタリアンの書架』を書き終えた三雲は、トリッキーな面ではやりたいことをひと通りやり尽くしたとして、本作では原点回帰かつ正統派を目指した。しかし、過去の吸血鬼もので吸血鬼がネガティブに描かれていることに着目して現在の読者の嗜好と照合した結果、本作では日差しの強い南国の人工島を舞台としたり、古典的な吸血鬼へのアンチテーゼとして青のイメージを採用するなど、吸血鬼ものとしては捻った作品になっている。執筆の際にはまず見せ場となるシーンのイメージを浮かべて、そこから逆算してキャラクター設定やストーリーを考えている。
読者に無用なストレスを与えないことにも注力しており、過去のトラウマや人間関係の悪化、そして登場人物を苦しめるようなことをそれぞれ無意味に盛り込まないよう、意識しながら執筆している。また、大きな伏線の処理には苦労しており、読者をモヤモヤさせないように古城を困らせながら読者をワクワクさせるよう、情報開示の過程や状況のバランスには気を遣っている。

## 既刊一覧

### 小説（本編）
- 三雲岳斗（著）・マニャ子（イラスト）、アスキー・メディアワークス→KADOKAWA〈電撃文庫〉、全22巻
  - 『ストライク・ザ・ブラッド1 聖者の右腕』、2011年5月10日初版発行（同日発売[19]）、ISBN 978-4-04-870267-6
  - 『ストライク・ザ・ブラッド2 戦王の使者』、2011年9月10日初版発行（同日発売[20]）、ISBN 978-4-04-870752-7
  - 『ストライク・ザ・ブラッド3 天使炎上』、2012年2月10日初版発行（同日発売[21]）、ISBN 978-4-04-886274-5
  - 『ストライク・ザ・ブラッド4 蒼き魔女の迷宮』、2012年6月10日初版発行（同日発売[22]）、ISBN 978-4-04-886633-0
  - 『ストライク・ザ・ブラッド5 観測者たちの宴』、2012年10月10日初版発行（同日発売[23]）、ISBN 978-4-04-886899-0
  - 『ストライク・ザ・ブラッド6 錬金術師の帰還』、2013年2月10日初版発行（同日発売[24]）、ISBN 978-4-04-891407-9
  - 『ストライク・ザ・ブラッド7 焔光の夜伯』、2013年4月10日初版発行（同日発売[25]）、ISBN 978-4-04-891555-7
  - 『ストライク・ザ・ブラッド8 愚者と暴君』、2013年7月10日初版発行（同日発売[26]）、ISBN 978-4-04-891750-6
  - 『ストライク・ザ・ブラッド9 黒の剣巫』、2013年10月10日初版発行（同日発売[27]）、ISBN 978-4-04-866023-5
  - 『ストライク・ザ・ブラッド10 冥き神王の花嫁』、2014年3月8日初版発行（同日発売[28]）、ISBN 978-4-04-866428-8
  - 『ストライク・ザ・ブラッド11 逃亡の第四真祖』、2014年9月10日初版発行（同日発売[29]）、ISBN 978-4-04-866865-1
  - 『ストライク・ザ・ブラッド12 咎神の騎士』、2015年2月10日初版発行（同日発売[30]）、ISBN 978-4-04-869254-0
  - 『ストライク・ザ・ブラッド13 タルタロスの薔薇』、2015年6月10日初版発行（同日発売[31]）、ISBN 978-4-04-865191-2
  - 『ストライク・ザ・ブラッド14 黄金の日々』、2015年11月10日初版発行（同日発売[32]）、ISBN 978-4-04-865503-3
  - 『ストライク・ザ・ブラッド15 真祖大戦』、2016年5月10日初版発行（同日発売[33]）、ISBN 978-4-04-865944-4
  - 『ストライク・ザ・ブラッド16 陽炎の聖騎士』、2016年12月10日初版発行（同日発売[34]）、ISBN 978-4-04-892547-1
  - 『ストライク・ザ・ブラッド17 折れた聖槍』、2017年6月9日初版発行（同日発売[35]）、ISBN 978-4-04-892953-0
  - 『ストライク・ザ・ブラッド18 真説・ヴァルキュリアの王国』、2017年11月10日初版発行（同日発売[36]）、ISBN 978-4-04-893398-8
  - 『ストライク・ザ・ブラッド19 終わらない夜の宴』、2018年11月10日初版発行（同日発売[37]）、ISBN 978-4-04-912101-8
  - 『ストライク・ザ・ブラッド20 再会の吸血姫』、2019年6月8日初版発行（同日発売[38]）、ISBN 978-4-04-912517-7
  - 『ストライク・ザ・ブラッド21 十二眷獣と血の従者たち』、2020年1月10日初版発行（同日発売[39]）、ISBN 978-4-04-912957-1
  - 『ストライク・ザ・ブラッド22 暁の凱旋』、2020年8月7日初版発行（同日発売[40]）、ISBN 978-4-04-913268-7

### 小説（番外編）
- 三雲岳斗（著）・マニャ子（イラスト）、KADOKAWA〈電撃文庫〉、全4巻
  - 『ストライク・ザ・ブラッド APPEND1 人形師の遺産』、2018年1月10日初版発行（同日発売[41]）、ISBN 978-4-04-893578-4
  - 『ストライク・ザ・ブラッド APPEND2 彩昂祭の昼と夜』、2018年4月10日初版発行（同日発売[42]）、ISBN 978-4-04-893793-1
  - 『ストライク・ザ・ブラッド APPEND3』、2022年6月10日初版発行（同日発売[43]）、ISBN 978-4-04-914456-7
  - 『ストライク・ザ・ブラッド APPEND4』、2023年10月10日初版発行（10月6日発売[44]）、ISBN 978-4-04-915118-3

### 漫画
- 三雲岳斗（原作）・マニャ子（キャラクター原案）・TATE（作画） 『ストライク・ザ・ブラッド』 アスキー・メディアワークス→KADOKAWA〈電撃コミックス〉、全10巻
  1. 2012年12月15日初版発行（同日発売[45]）、ISBN 978-4-04-891279-2
  2. 2013年5月27日初版発行（同日発売[46]）、ISBN 978-4-04-891685-1
  3. 2013年10月26日初版発行（同日発売[47]）、ISBN 978-4-04-866015-0
  4. 2014年3月27日初版発行（同日発売[48]）、ISBN 978-4-04-866393-9
  5. 2014年9月27日初版発行（同日発売[49]）、ISBN 978-4-04-866834-7
  6. 2015年3月27日初版発行（同日発売[50]）、ISBN 978-4-04-869298-4
  7. 2015年9月26日初版発行（同日発売[51]）、ISBN 978-4-04-865352-7
  8. 2016年4月27日初版発行（同日発売[52]）、ISBN 978-4-04-865740-2
  9. 2016年9月27日初版発行（同日発売[53]）、ISBN 978-4-04-892370-5
  10. 2017年3月27日初版発行（同日発売[54]）、ISBN 978-4-04-892767-3
- 三雲岳斗（原作）・マニャ子（キャラクター原案）・あかりりゅりゅ羽（作画） 『ストライク・ザ・ブラッド こちら彩海学園中等部』 KADOKAWA、2020年8月7日発売[55] ※電子書籍版のみ

### 関連書籍
- 『マニャ子画集 ストライク・ザ・ブラッド』2015年12月22日発売[56]、ISBN 978-4-04-865616-0
- 『マニャ子画集2 ストライク・ザ・ブラッド』2023年10月6日発売[57]、ISBN 978-4-04-915119-0

## アニメ
テレビアニメはAT-Xほかにて2013年10月から2014年3月まで放送された。2015年11月から2022年7月にかけて5期のOVAシリーズ計37話で原作最終巻までがアニメ化されている。

## ゲーム

### 単独作品
ストライク・ザ・ブラッド 新たなる真祖（ストライク・ザ・ブラッド あらたなるしんそ）
2013年11月26日から2015年2月27日までMobageにて配信されていた、スマートフォンとフィーチャーフォンに対応のソーシャルゲーム。gloopsがパブリッシング、ニジボックスが開発・運営をそれぞれ担当。
「闇の機関によって作り出された『人造真祖』（プロトタイプ）であるプレイヤーは、能力の暴走によって闇の機関を消滅させたうえ、それによる記憶喪失状態で絃神島へ流れ着いたところを、古城たちの戦いに巻き込まれる」というシナリオのもと、各キャラクターの描かれたカードによるカードバトルを楽しめるようになっている。
カードのグラフィックはテレビアニメ版に準拠しており、その本放送中には本編の映像を抜粋して台詞を本作の宣伝文句へ吹き替えたCMも数種放送されていた。
2014年8月27日にはゲーム用描き下ろしイラストやSPカードを収録したムック『ストライク・ザ・ブラッド 新たなる真祖 特典アイテム付きビジュアルブック』が、KADOKAWAから発売された。
ストライク・ザ・ブラッド デイブレイク
2023年12月14日リリース。G123にてCTWにより配信。

### 客演・コラボ作品
電撃文庫 FIGHTING CLIMAX
2014年3月18日から稼働しているセガのアーケード用対戦型格闘ゲーム。
2014夏に姫柊雪菜（プレイヤーキャラクター）、暁古城（サポートキャラクター）が追加参戦。
ジーククローネ
2014年7月31日にグリーエンターテインメントプロダクツから開発・発売されたトレーディングカードゲーム。
「ストライク・ザ・ブラッド」のスターターデッキとエクストラブースターパックがあり、それぞれに限定カードや描き下ろしカードがランダムで封入されている。
三国志大戦
セガ・インタラクティブのアーケードゲーム。
2018年10月より、本作の雪菜をモデルにした鮑三娘が登場している。声はアニメと同じく種田梨沙。
天華百剣 -斬-
DeNAのスマートフォン向けアクションRPG。
2020年3月にOVA第4期とのコラボレーションが予定されており、同年2月26日にはコラボビジュアルなども発表されている。

## スマホアプリ
ストライク・ザ・ブラッド アラームアプリ 〜暁の日常篇〜
ディ・テクノとSILVER LINK.の共同開発によるスマートフォン用多機能アラームアプリ。iOS/Android対応。
雪菜と紗矢華の3人での同棲を想定した描き下ろしシナリオのもと、SILVER LINK.によるさまざまな描き下ろしイラスト（20枚以上）や、彼女たちの担当声優である種田梨沙と葉山いくみによる録り下ろしボイス（280種類以上）を、添い寝モードなどの機能と共に堪能できる（Android版のみ、理由は後述）。
2019年4月30日には下着姿で手をつなぎながら横たわった雪菜と紗矢華のイラストを含むティザーサイトの開設に伴い、本アプリのリリース決定を記念して同イラストを用いたタペストリーを賞品とする公式Twitterフォロー&リツイートキャンペーンが開始され、同年5月14日にパンティー姿でパーカーを羽織った雪菜の添い寝イラストの公開や種田のサイン色紙プレゼントの実施、5月21日にパンティー姿でワイシャツを羽織った紗矢華の添い寝イラストの公開や葉山のサイン色紙プレゼントの実施、雪菜と紗矢華の添い寝モードを含むサンプルボイスの公開を経て、5月24日にはノーブラのスリップ姿で寄り添いながら肌蹴させた乳房を重ね合う雪菜と紗矢華のイラストなど、初公開の描き下ろしイラストや録り下ろしボイスを含めて本アプリを紹介するPVが公開された。また、その再生数が20万回を突破した7月2日には同キャンペーンの続きとして、波打ち際にて戯れる水着姿の雪菜のイラストの公開や種田のサイン色紙プレゼントが、7月9日には砂浜にて頭髪を結わえる水着姿の紗矢華のイラストの公開や葉山のサイン色紙プレゼントが、それぞれ実施された。
上記のように性的な要素も含まれることから、各種公開の際の説明文にはアプリ審査による変更の可能性が匂わされており、リリース前の2019年5月28日には実際に修正が必要となったバニーガール姿の雪菜のイラストが、公式Twitterにて公開された。また、同年6月7日には審査の難航により、当初は初夏だったリリース予定を夏に延期したことが発表された。さらに、同年8月9日にはパンティー姿でパーカーを羽織った雪菜の添い寝イラストも修正が必要となってしまったことや、アプリの開発はほぼ完了しているものの審査が難航していることが発表された。同年10月26日・27日にはマチ★アソビ vol.23のSILVER LINK.のブースに本アプリのイラストや原画が展示され、乳房を重ね合う雪菜と紗矢華のイラストの修正版が記念撮影パネルとして設置された。
OVA第4期の制作が発表された後の2019年12月17日には年内にリリースできる目途が立ったことが発表され、同年12月18日にはAndroid版がリリースされた。前述の理由から、一部のイラストには露出度を減らす修正が加えられており、先述の公式Twitterやマチ★アソビ vol.23にて先行発表された修正版も用いられている。また、同年12月25日にはiOS版がリリースされたが、こちらはAndroid版での修正に加えて添い寝モードが実装されなくなったほか、修正では性的な要素を隠せない一部のイラストやボイスが削除されたうえ、App Storeでのタイトルも『ストブラアラーム　〜暁の日常篇〜』と変更されている。なお、同年12月28日から12月31日まで開催されたコミックマーケット97のSILVER LINK.ブースでは本アプリのイラストを用いた各種グッズが発売されたが、バニーガール姿の雪菜のイラストを修正版と無修正版でめくれるようにして用いた「めくれるタペストリー」は、初日で完売したそうである。
iOS版が発売された後の2020年1月22日には「配信プラットフォームの規約をより厳密に遵守する」という理由から、同年2月3日にAndroid版のボイスの一部削除やイラストの変更が行われることが告知され、同日以降は修正版がリリースされている。
2020年1月29日には、同年1月31日から2月9日までマチ★アソビCAFEの東京・大阪・名古屋・眉山・北九州の各店舗にて開催されるリリース記念コラボカフェにおいて、コラボメニューの注文によるオリジナルノベルティのプレゼントや各種グッズの販売が行われることが告知された。

## ドラマCD
ストライク・ザ・ブラッド 狂躁のドッペルゲンガー（ストライク・ザ・ブラッド きょうそうのドッペルゲンガー）
2015年10月10日にアスキー・メディアワークスから発売されたドラマCD。原作者である三雲岳斗が脚本を書き下ろした内容となっている。

## LINE着せかえ
ストライク・ザ・ブラッド LINE着せかえ
LINE STOREにてアイロゴスから2019年8月にリリース開始。iOS/Androidの両OS対応、日本国内限定販売。